# Edward Weston

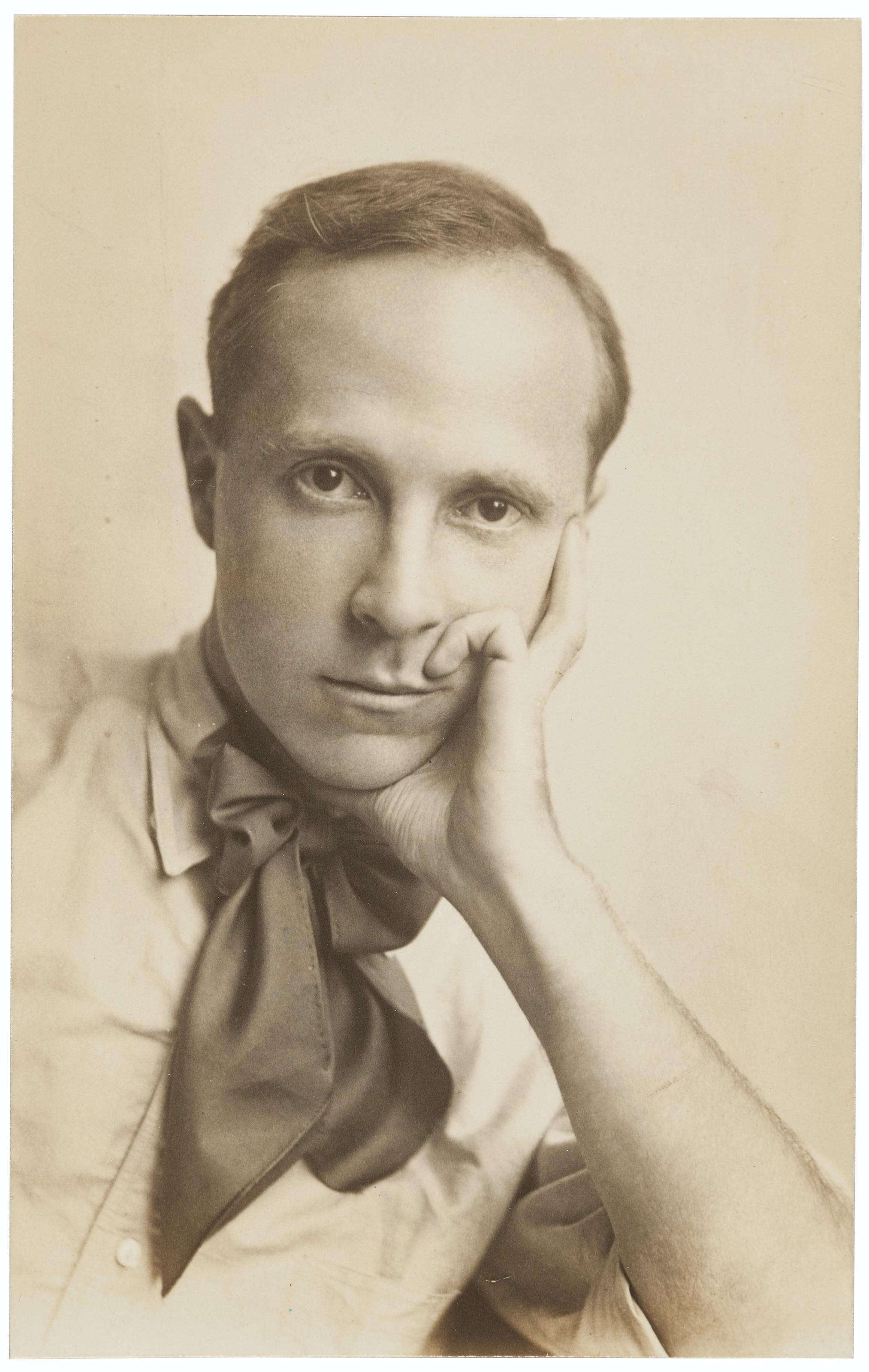
Rae Davis: Edward Weston, asi 1914

Edward Henry Weston (24. března 1886 Highland Park, Illinois – 1. ledna 1958 Big Sur, Kalifornie) byl americký fotograf a spoluzakladatel skupiny f/64. Je pokládán za „jednoho z nejmodernějších a nejvlivnějších amerických fotografů“ a „jednoho z mistrů fotografie 20. století“. Během čtyřicetileté kariéry Weston své cykly neustále rozšiřoval; vedle krajin, zátiší, aktů, portrétů či žánrových scén tvořil dokonce i náladové parodie. Přispěl k rozvoji „bytostně amerického , a zejména specificky kalifornského přístupu k moderní fotografii“, jelikož se zaměřil právě na obyvatele a krajinu amerického Západu. V roce 1937 Weston jako první z fotografů získal Guggenheimovo stipendium a v následujících dvou letech velkoformátovým fotoaparátem (8×10 palců) vyprodukoval téměř 1400 negativů. Na řadě svých nejslavnějších fotografií zachytil stromy a skály v kalifornské přírodní rezervaci Point Lobos poblíž místa, kde po mnoho let žil. Mezi jeho nejznámější fotografie patří například Paprika č. 30, Akt modelky Charis nebo Nautilus. Zpočátku byl pro jeho práce typický rukopis té doby – piktorialistická měkká kresba, po několika letech však tento styl opustil a stal se jedním z mistrů vysoce detailních fotografických obrazů.
V roce 1947 mu byla diagnostikována Parkinsonova nemoc, brzy poté přestal fotografovat. Zbývajících deset let života strávil dohlížením na tisk více než tisícovky svých nejslavnějších snímků.

## Život a dílo

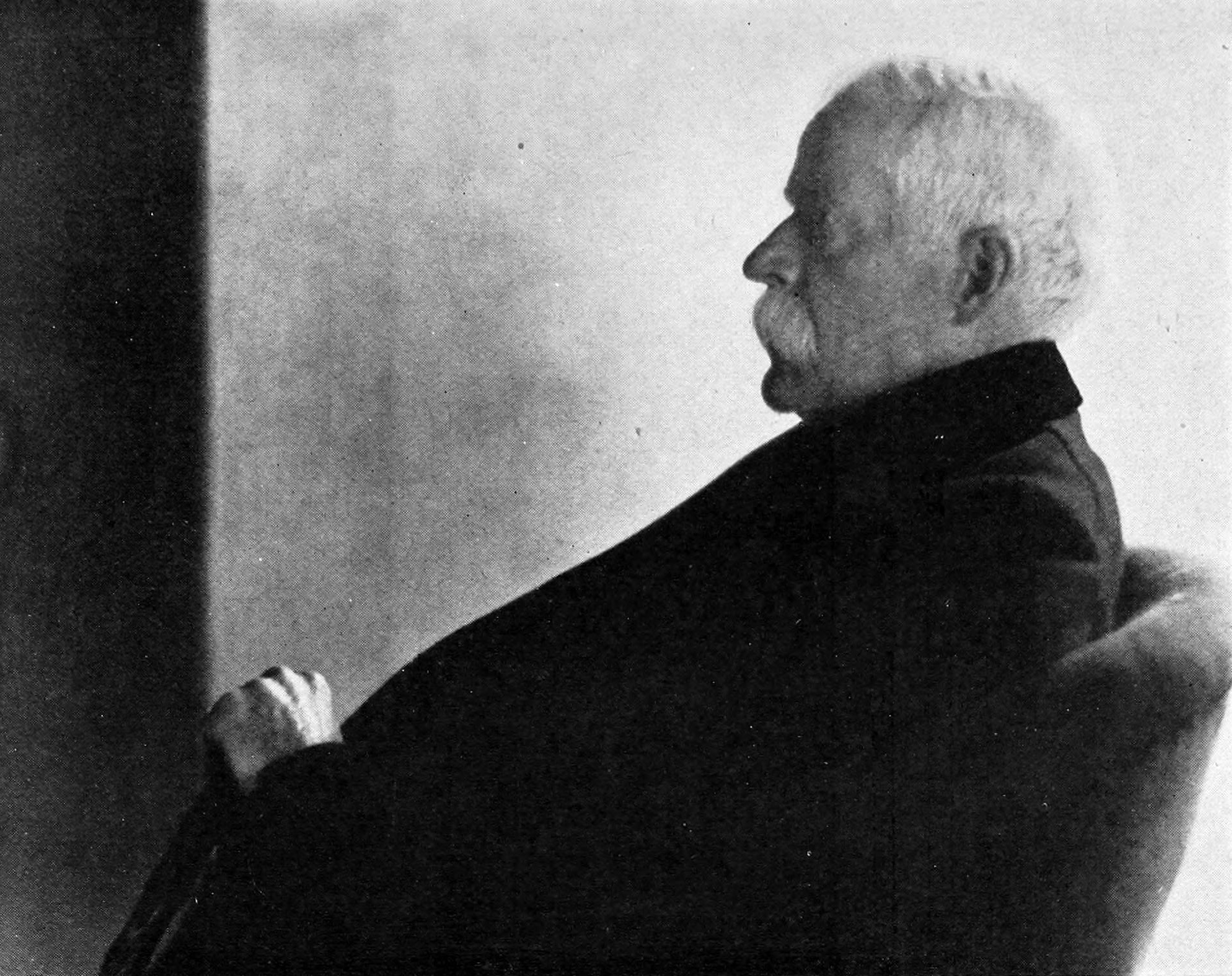
Edward Weston: Edward B. Weston, fotografův otec, asi 1920

### 1886–1906: Mládí
Edward Henry Weston se narodil 24. března roku 1886 v Highland Parku ve státě Illinois jako druhé dítě a jediný syn lékaře porodníka Edwarda Burbanka Westona a Alice Jeanette Brettové, shakespearovské herečky. Když mu bylo pět, zemřela mu matka, proto Westona vychovávala především jeho sestra Mary, které říkal „May“ nebo „Mazie“. Byla o devět let starší než Edward a vytvořilo se mezi nimi velmi pevné pouto, které se v životě Edwarda Westona stalo jedním z mála trvalých vztahů.
Když bylo Edwardovi devět, jeho otec se podruhé oženil, ale ani on, ani jeho sestra s novou nevlastní matkou a nevlastním bratrem příliš nevycházeli. Po svatbě May a jejím odchodu z domu v roce 1897 Edwardův otec věnoval většinu času nové manželce a nevlastnímu synovi. Weston zůstával velmi často sám; později přestal chodit do školy a stáhl se do svého pokoje.
V roce 1902 od otce dostal k šestnáctým narozeninám první fotoaparát, jednoduchý Kodak Bull's-Eye #2. Fotoaparát si vzal s sebou na prázdniny na Středozápadě, a když se vrátil domů, zájem o fotografování ho přivedl k tomu, aby si koupil použitý velkoformátový fotoaparát (5×7 palců). Fotografovat začal v parcích v Chicagu i na farmě své tety, filmy si sám vyvolával a snímky zvětšoval. Později vzpomínal, že už v tomto raném věku měly jeho fotografie výraznou uměleckou hodnotu. Prohlásil: „Mám pocit, že mé nejranější dílo z roku 1903 je – i přes svou nezralost – spjato jak technikou, tak kompozicí s mými nejnovějšími pracemi mnohem úžeji než některé fotografie z let 1913–1920, kdy jsem usiloval o umělecký výraz.“ Weston dosáhl velmi rychle úspěchu, o rok později jeho fotografie vystavil Institut umění v Chicagu.
V roce 1904 se May s rodinou odstěhovala do Kalifornie a Weston se v Chicagu cítil ještě osamělejší. Na živobytí si vydělával prací v místním obchodním domě, splnil přání své matky a tři roky pracoval jako poslíček a prodavač pro svého strýce Theodora Bretta v Marshall Field & Company v Chicagu. Většinu volného času i nadále trávil fotografováním. Po dvou letech si byl kvalitou svých fotografií natolik jist, že je zaslal do časopisu Camera and Darkroom, v jehož dubnovém čísle roku 1906 byla na celé stránce otisknuta reprodukce Westonova snímku Spring, Chicago (Jaro, Chicago). Právě tato fotografie je první známou Westonovou zveřejněnou fotografií.
V září 1904 se Weston zúčastnil Letních olympijských her v mužské lukostřelbě (Double American Round) společně se svým otcem.

### 1906–1923: fotografické začátky

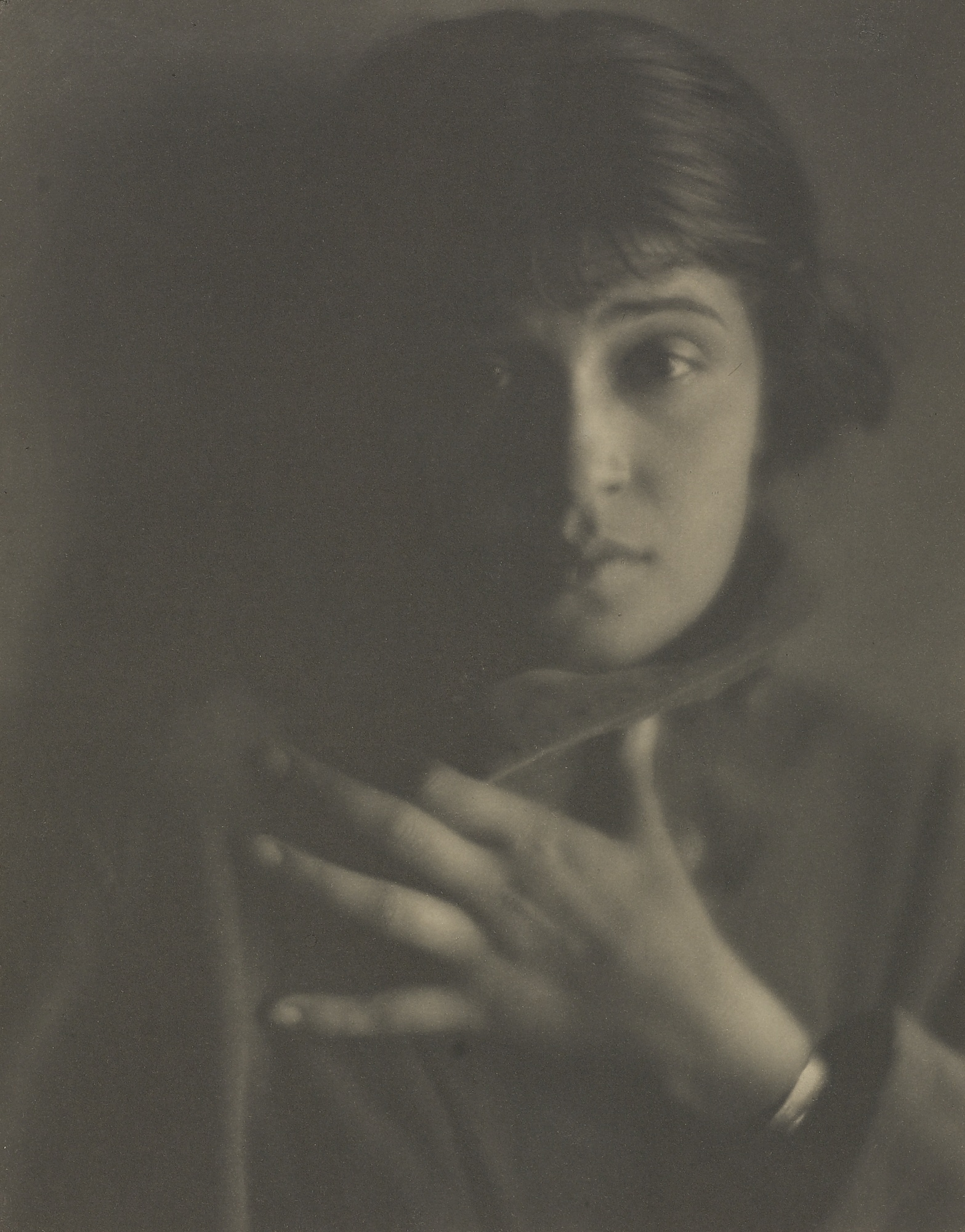
alt = černobílá fotografie oblečené dívky s rukou na hrudi

Pokud mám něco hodnotného vzkázat začátečníkům, bude to fakt, že ve fotografii neexistují zkratky.

 Edward Weston

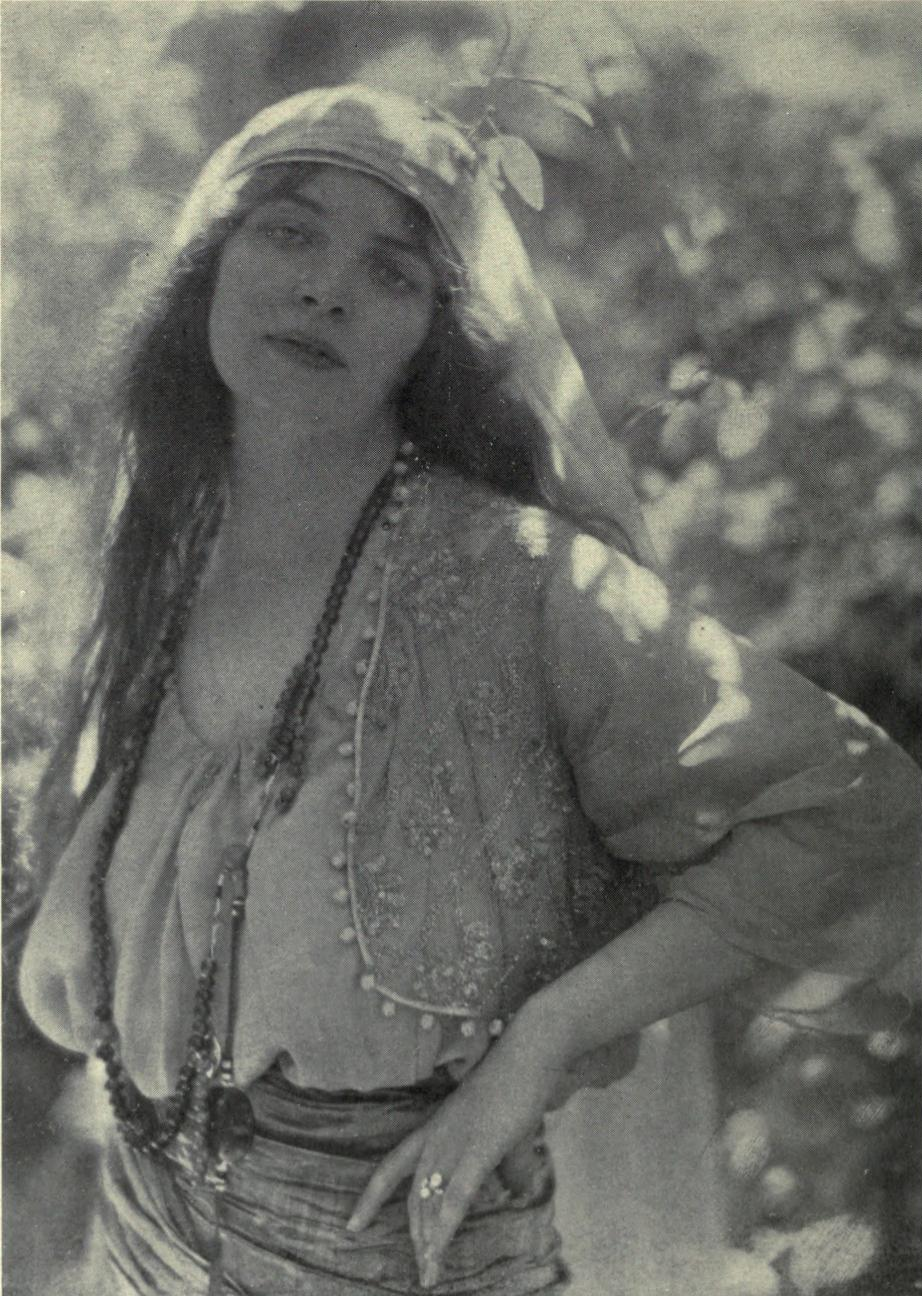
alt = černobílá fotografie dívka venku do půl pasu, s rukou vbok

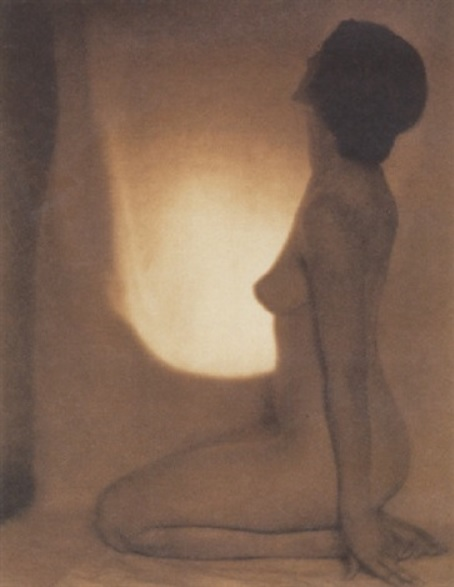
alt = černobílá fotografie, klečící akt dívky, s nasvíceným pozadím

Na podnět své sestry Weston opustil na jaře 1906 Chicago a přestěhoval se do Tropica v Kalifornii poblíž domu, kde bydlela May. Zde se rozhodl zůstat a věnovat se kariéře fotografa, brzy si ale uvědomil, že potřebuje více odborné přípravy. O rok později se přestěhoval do Effinghamu v Illinois, kde se zapsal na Illinois College of Photography. Veškeré seminární práce devítiměsíčního kurzu měl hotové již za šest měsíců. Škola mu ale odmítla udělit diplom, pokud nezaplatí celých devět měsíců; Weston to odmítl a na jaře 1908 se vrátil do Kalifornie.
Krátce pracoval jako retušér negativů ve fotografickém studiu George Steckela v Los Angeles. Po několika měsících se přestěhoval do známějšího studia Louise Mojoniera. V průběhu několika dalších let se pod vedením Mojoniera naučil fotografickou techniku a provozovat fotografické studio jako podnikatel.
Během několika prvních dní jeho návštěvy v Tropicu byla Westonovi představena nejlepší kamarádka jeho sestry, Flora May Chandlerová. Studovala na učitelském ústavu a později absolvovala Kalifornskou univerzitu v Los Angeles, po jejímž absolvování začala učit na základní škole v Tropicu. Byla o sedm let starší než Weston a vzdálená příbuzná vydavatele novin Harryho Chandlera, který byl ve své době pokládán za hlavu „nejmocnější rodiny v jižní Kalifornii“.
Dne 30. ledna 1909 se Weston s Florou Chandlerovou oženil. Měli spolu čtyři syny: Chandlera (1910–1993), Bretta (1911–1993), Neila (1914–1998) a Colea (1919–2003). První z jejich čtyř synů, Edward Chandler Weston (1910–1993), známý jako Chandler, se narodil 26. dubna 1910. Dne 16. prosince 1911 se narodil Westonův druhý syn, Theodore Brett Weston (1911–1993). Stal se z něj významný fotograf, který s otcem dlouhá léta spolupracoval.
Roku 1910 Weston otevřel v Tropicu v Kalifornii (dnes Glendale) své první komerční fotografické studio zvané „The Little Studio“. Zároveň pro vysokonákladové časopisy psal články o nekonvenčních metodách portrétování. Když se ho jeho sestra později ptala, proč si otevřel ateliér v Tropicu a ne v nedaleké metropoli Los Angeles, odpověděl jí: „Své jméno tak proslavím, že nebude záležet na tom, kde bydlím.“
Následující tři roky pracoval ve svém studiu sám nebo občas s pomocí rodinných příslušníků. I v této rané fázi kariéry byl na sebe při práci přísný; v jednom rozhovoru v té době řekl: „Nezáleží mi na tom, kolik (drahých fotografických) desek použiji, pokud na ně nedostanu to, co tam chci mít. Při jednom fotografování jsem jich použil třicet, dokud jsem si nebyl jist, že mi výsledek bude vyhovovat. Jeho sebekritika se vyplatila, jelikož za svou práci rychle získal více uznání. Vyhrával ceny v národních soutěžích, uveřejnil další fotografie a psal články pro časopisy jako Photo-Era nebo American Photography, které prosazovaly piktorialistický styl.

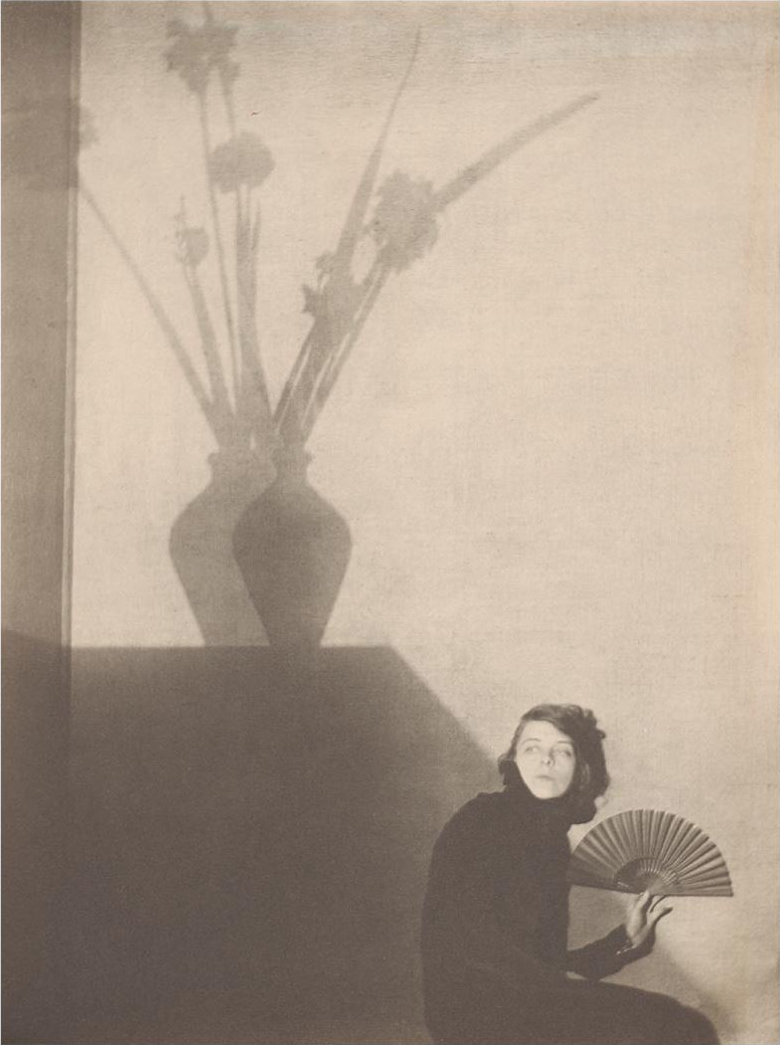
alt = černobílá fotografie, dívka s vějířem, vlevo stín vázy s květinou

Někdy na podzim roku 1913 Westonovo stále proslulejší studio navštívila losangeleská fotografka Margrethe Matherová. Během několika měsíců se mezi nimi rozvinul intenzivní vztah. Weston byl tichý rodák ze Středozápadu, který se do Kalifornie přistěhoval, Margrethe Matherová patřila k rozvíjející se bohémské kulturní scéně v Los Angeles. Byla velmi společenská, umělecky založená a přitahovala k sobě pozornost. Uvolněnou sexuální morálkou se v té době značně lišila od konzervativního Westona – Matherová byla prostitutkou a bisexuálkou, přičemž preferovala ženy. Představovala silný kontrast k Westonovu domáckému stylu života; jeho manželka Flora byla popisována jako „domácká, rigidní puritánka a zcela konvenční žena, s níž měl málo společného, protože odmítal konvence“ Životní styl Matherové pokládal za neodolatelný a její fotografické vize ho fascinovaly. Pracovali společně na mnoha fotografiích, ale Westonova sláva však časem Matherovou zastínila. Spolupracovali až do doby, kdy Weston v roce 1923 odešel do Mexika s italskou fotografkou Tinou Modottiovou.
Požádal Matherovou, aby byla jeho asistentkou ve studiu, a v následujícím desetiletí úzce spolupracovali. Vytvářeli samostatné nebo společně podepsané portréty osobností jako byli například básník Carl Sandburg nebo spisovatel Max Eastman. Společná výstava jejich prací v roce 2001 odhalila, že Weston v tomto období styl Matherové a později i její výběr portrétovaných subjektů napodoboval. Sama Matherová fotografovala „vějíře, ruce, vejce, melouny, vlny, koupelnové doplňky, mušle a křídla ptáků, tyto všechny předměty Weston později také zkoumal.“ O deset let později ji popsal jako „první důležitou osobu v mém životě, a teď možná, když osobní kontakt zmizel, nejdůležitější.“
Počátkem roku 1915 začal Weston zapisovat a uchovávat podrobné deníky, které později nazval Daybooks (Deníky). Během příštích dvou desetiletí zaznamenal své myšlenky o své práci, o postřezích týkajících se fotografování a o svých vztazích s přáteli, milenkami a rodinou. Dne 6. prosince 1916 se manželskému páru narodil třetí syn, Lawrence Neil Weston. Také šel ve stopách svého otce a stal se známým fotografem. Během tohoto období se Weston poprvé setkal s fotografem Johanem Hagemeyerem, kterému radil a čas od času půjčoval své studio. Později mu Hagemeyer tu laskavost oplatil, když ho po Westonově návratu z Mexika nechal využívat svůj fotoateliér v Carmelu. Několik dalších let se Weston živil tím, že zhotovoval portréty ve svém malém ateliéru, kterému říkal „the shack“ („chatrč“).
Flora mezitím věnovala všechen čas péčí o děti. Poté, co se 30. ledna 1919 narodil jejich čtvrtý syn, Cole Weston (1919–2003), už mohla domov opustit jen zřídkakdy.
V létě 1920 Weston potkal dvě osobnosti, které spoluvytvářely stále významnější kulturní scénu v Los Angeles: Roubaix de l'Abrie Richey, umělec a básník známý jako „Robo“, a Tina Modottiová, kterou Robo nazýval svou manželkou. Modottiová, tehdy známá pouze jako divadelní a filmová herečka, se za Roba nikdy nevdala, ale manželství předstírali. Weston si s Modottiovou okamžitě padli do oka a brzy se z nich stali milenci. Richey Robo o tomto vztahu věděl, ale zůstali s Westonem přáteli a později ho pozval, aby přijel do Mexika a s ním sdílel jeho studio.
V následujícím roce Weston souhlasí s tím, aby se Matherová stala rovnocennou partnerkou v jeho studiu. Několik měsíců pořizovali portréty, které podepisovali oběma jmény. Toto bylo jediné období za jeho dlouhé kariéry, kdy Weston takto spolupracoval s jiným fotografem.
Na počátku dvacátých let začal fotografovat akty a poloakty. Jeho první modelkou byla manželka Flora a jejich děti, ale brzy po nich pořídil alespoň tři studie aktu Matherové. Po nich přišlo několik dalších fotografií aktů, které se staly prvními z celé řady figurálních studií přátel a milenek. Jedním z prvních, kdo souhlasil s fotografováním nahého těla, byla Modottiová. Na několik let se stala Westonovou hlavní modelkou. Až dosud Weston udržoval vztahy s jinými ženami před manželkou v tajnosti, když se ale začal více věnovat fotografování aktů, ho Flora začala podezřívat. Syn Chandler vzpomínal, že matka ho pravidelně posílala do otcova studia s nějakým vzkazem a žádala ho, aby jí řekl, kdo tam byl a co tam dělali.
V roce 1922 navštívil svou sestru May, která se přestěhovala do Middletownu v Ohiu. A právě tam pořídil pět nebo šest fotografií vysokých kouřících komínů u nedaleké ocelárny Armco. Tyto snímky signalizovaly změnu Westonova fotografického stylu, přechodu od jemného, měkce zaostřeného piktorialismu k novému, čistému ostrému stylu. Okamžitě si tuto změnu uvědomil a později ji v deníku zaznamenal: “Návštěva Middletownu byla něčím, na co se nezapomíná... nejdůležitější bylo mé fotografování ocelárny Armco... Ten den jsem udělal skvělé fotografie, dokonce i Stieglitz si myslel, že jsou důležité!“
V té době byl New York City centrem americké umělecké fotografie a Alfred Stieglitz jeho nejvlivnější osobností. Weston toužil jet do New Yorku, aby se s ním setkal, ale neměl prostředky na cestu. Jeho švagr mu poskytl dost peněz, aby mohl od nich z Middletownu pokračovat do New Yorku, kde strávil většinu října a začátek listopadu. Tam se setkal s umělcem Charlesem Sheelerem, fotografem Clarencem H. Whitem, Gertrudou Käsebierovou a nakonec také s Alfredem Stieglitzem. Weston napsal, že mu Stieglitz řekl: “Vaše práce a pojetí potvrdily můj názor na vaše kvality. Ukázal jste mi hned několik snímků, které mi udělaly velkou radost, což můžu o fotografiích říct jen zřídkakdy.“
Brzy poté, co se Weston z New Yorku vrátil, se Robo odstěhoval do Mexika a založil tam studio, kde vytvářel batiky. Zanedlouho se rozhodl uspořádat společnou výstavu fotografií jak svých, tak dalších fotografů, včetně Westona a Matherové. Na počátku roku 1923 Modottiová odjela vlakem za Robem do Mexika, aby s ním mohla být, ten ale onemocněl neštovicemi a zemřel krátce před jejím příjezdem. Modottiová byla zarmoucena, ale během několika týdnů se zotavila natolik, že se rozhodla zůstat a uskutečnit výstavu, kterou Robo plánoval. Výstava měla úspěch i díky nemalému počtu studií aktů Modottiové, vytvořila a upevnila Westonovu uměleckou reputaci v Mexiku.
Po skončení výstavy se Modottiová vrátila do Kalifornie, přičemž s ní Weston plánoval společný návrat do Mexika. Chtěl tam strávit pár měsíců fotografováním a propagací své práce. Společně by mohli cestovat s tím, že Modottiová je jeho asistentkou a tlumočnicí. Týden před odjezdem do Mexika se Weston krátce setkal s Matherovou a pořídil několik snímků, na nichž leží nahá na písku na pláži Redondo. Tyto snímky se výrazně liší od jeho předchozích aktů – detaily jsou ostře vykreslené a záběr ukazuje celé tělo ve vztahu k přirozenému prostředí. Jsou pokládány za umělecké prototypy jeho nejslavnějších aktů s modelkou Charis Wilsonovou, které pořídil o více než deset let později.

### 1923–1927: Mexiko
Dne 30. července 1923 Weston, jeho syn Chandler a Modottiová odpluli parníkem na dosti dlouhý výlet do Mexika. Jeho manželka Flora a jejich další tři synové se s nimi loučili v přístavu. Není známo, co Flora věděla nebo si myslela o vztahu mezi Westonem a Modottiovou, ale na molu údajně vykřikla: „Tino, pečlivě se starej o mé chlapce!” Modottiová souhlasila s tím, že bude Westonovo studio bezplatně provozovat za to, že ji Weston zasvětí do fotografování.
Do Mexico City dorazili 11. srpna, mimo město si pronajali velkou usedlost. Do měsíce Weston uspořádal v Aztec Land Gallery výstavu svých prací. Zahájena byla 17. října a setkala se s příznivým ohlasem v médiích. Weston byl zvláště hrdý na recenzi Maria de Zayase, který napsal: „Fotografie začíná být fotografií, protože až dosud to bylo jen umění.”
Odlišná kultura a krajina v Mexiku přiměly Westona dívat se na věci novým způsobem. Citlivěji vnímal, co má před sebou, a začal fotografovat předměty každodenního života, jako jsou hračky, dveře či koupelnové doplňky. Vytvořil také několik intimních aktů a portrétů s Modottiovou. V Daybooks si poznamenal:
Fotografická kamera by měla být použita k zaznamenání života a k zachycení samotného jádra věci… Cítím naprostou jistotu, že k fotografii je třeba přistupovat realisticky.

Weston pokračoval ve fotografování lidí a věcí kolem sebe a jeho pověst v Mexiku rostla tím více, čím déle zůstával. V roce 1924 měl druhou výstavu v Aztec Land Galley a o portrét ho žádala jedna celebrita za druhou. V té době Weston začal opomíjet své další syny v USA. Stejně jako u mnoha jeho jiných činů za tím byla žena. Již nějakou dobu si tehdy dopisoval s Miriam Lernerovou, kterou znal již několik let, a protože její dopisy byly stále vášnivější, zatoužil ji znovu vidět.
Weston a Chandler se na konci roku 1924 vrátili do San Franciska a v následujícím měsíci s Hagemeyerem založili studio. Weston během tohoto období zjevně zápasil se svou minulostí i budoucností. Spálil všechny své deníky napsané před Mexikem, jako by se minulost snažil vymazat, a s Miriam Lernerovou a synem Neilem začal nový cyklus aktů. Napsal, že tyto snímky jsou „začátkem nového období v mém přístupu a postoji k fotografii.”
Jeho nový vztah s Lernerovou ale netrval dlouho a v srpnu 1925 se Weston vrátil do Mexika, tentokrát se synem Brettem. Modottiová uspořádala společnou výstavu jejich fotografií a zahájila ji v týdnu, kdy se vrátil. Kritika Westonova díla znovu vysoce ocenila a šest jeho snímků zakoupilo Národní muzeum. Několik dalších měsíců se soustředil na fotografování lidového umění, hraček a místních scén. Jedním z nejpůsobivějších obrazů tohoto období jsou tři černé hliněné hrnce, které historik umění Rene d'Harnoncourt charakterizoval jako „začátek nového umění“.
V květnu 1926 Weston podepsal smlouvu se spisovatelkou Anitou Brennerovou, podle níž měl za 1000 dolarů vytvořit fotografie pro knihu o mexickém lidovém umění nazvanou Idols Behind Altars. V červnu začala Modottiová a Brett cestovat po celé zemi; hledali méně známá díla lidových umělců a řemeslníků. Jeho smlouva vyžadovala, aby odevzdal Brennerové tři hotové výtisky z negativů o velikosti 8x10 palců, a než práci dokončil, byl listopad téhož roku. Během cest absolvoval Brett u svého otce rychlokurz fotografie a vytvořil více než dvě desítky tisků, které jeho otec považoval za výjimečně kvalitní.
Když se vrátili z cest, jeho vztah s Modottiovou se rozpadl a za necelé dva týdny se Weston s Brettem vydali do Kalifornie. Do Mexika se již nikdy nevrátil.

### 1927–1935: ZGlendale do Carmelu
Weston se vrátil do starého studia v Glendale (dříve nazývaného Tropico). Rychle uspořádal na Kalifornské univerzitě výstavu fotografií, které on a Brett v uplynulém roce vytvořili. Otec vystavil 100 výtisků, syn dvacet. Brettovi v té době bylo 15 let.
V únoru Weston začal tvořit novou sérii aktů, tentokrát s tanečnicí Berthou Wardellovou. Jedna z této série, klečící postava uříznutá v ramenou, je jednou z nejznámějších Westonových studií. V té době se setkal s kanadskou malířkou Henriettou Shore, kterou požádal, aby fotografie Wardellové okomentovala. A byl překvapen její upřímnou kritikou:
Přála bych si, abyste už nedělal tolik aktů, zvykáte si na ně, subjekt Vás už nepřekvapuje – většina z nich jsou jen akty.
Henrietta Shore

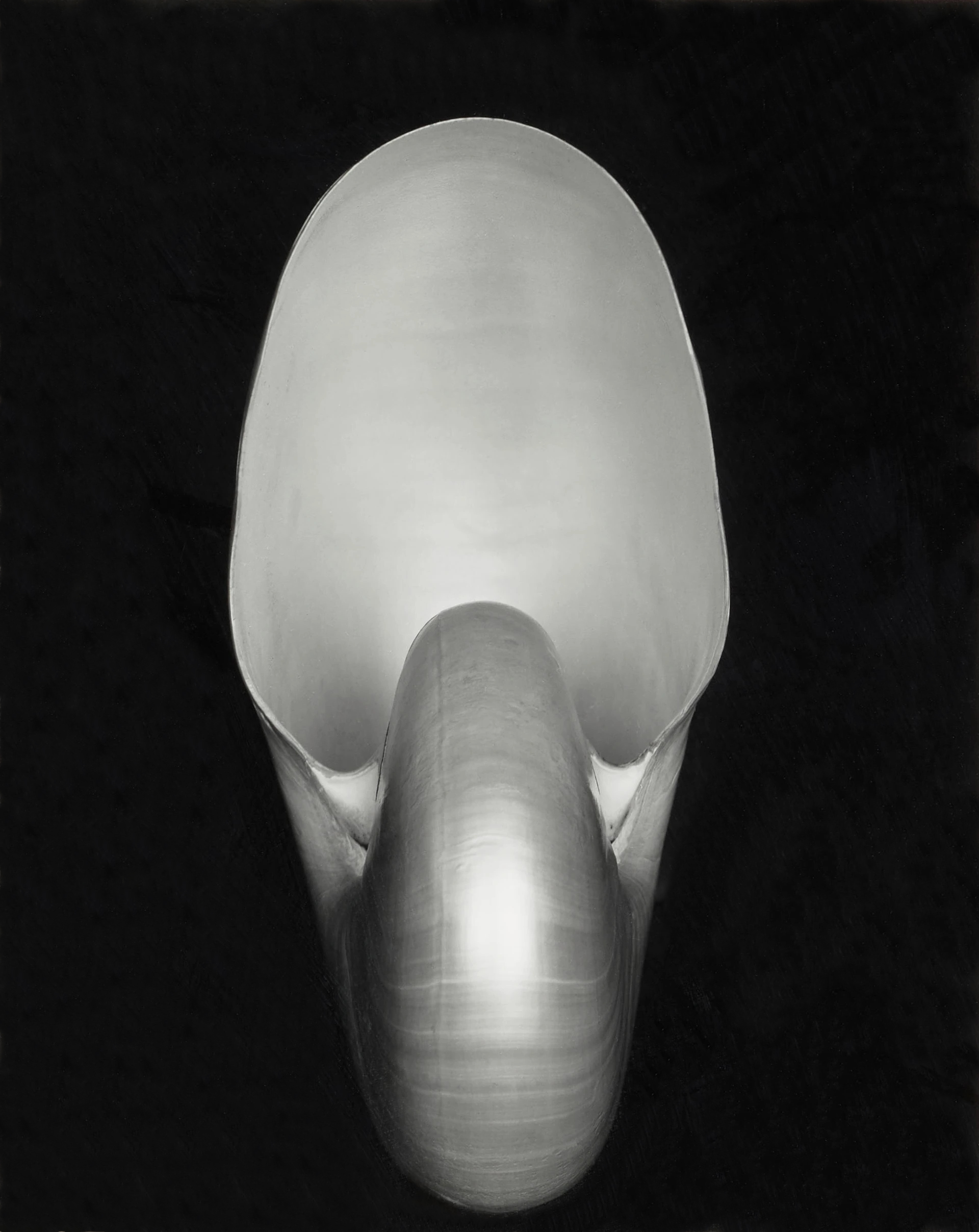
Nautilus, 1927, „jedna z nejslavnějších fotografií, kdy kdo udělal“ a „měřítko modernismu v historii fotografie“.

Chtěl se podívat na její malby a zaujaly ho její velké obrazy mořských mušlí. Zapůjčil si od ní několik ulit, myslel si, že by mohl najít inspiraci pro novou řadu zátiší. V příštích několika týdnech prozkoumal mnoho různých druhů ulit a kombinací pozadí; ve svém záznamu fotografií pořízených za rok 1927 uvedl čtrnáct negativů ulit. Jeden z nich jednoduše nazval Nautilus, 1927 (někdy také Shell, 1927), který se stal jedním z jeho nejslavnějších obrazů. Modottiová nazvala obraz „mystický a erotický“, a když Nautila ukázala Renému d'Harnoncourtovi, řekl, že se mu z ní „podlamují kolena“. Je známo, že Weston zhotovil nejméně dvacet osm zvětšenin, víc, než z jakéhokoliv jiné fotografie.
V září toho roku měl Weston velkou výstavu v paláci Legion of Honor. Při otevření výstavy se setkal s kolegou fotografem Willardem Van Dykem, který ho později představil Anselu Adamsovi.
V květnu 1928 uskutečnil Weston s Brettem krátký, ale důležitý výlet do Mohavské pouště. Právě tam poprvé prozkoumal a fotografoval krajinu jako uměleckou formu. Holé skalní útvary a prázdné prostory pro něj byly vizuálním zjevením a za dlouhý víkend pořídil dvacet sedm fotografií. Do poznámek si zapsal, že „Tyto negativy jsou nejdůležitější, které jsem kdy udělal.“ Dalo by se říci, že po roce 1927 Weston fotografoval hlavně akty, zátiší, své oblíbené lastury a mušle, studie rostlin a krajinné výjevy.
Později téhož roku se Weston a Brett odstěhovali do San Franciska, kde žili a pracovali v malém studiu, které vlastnil Hagemeyer. Na živobytí si vydělávali portrétováním, ale Weston toužil být sám a vrátit se k umělecké tvorbě. Začátkem roku 1929 se přestěhoval do Hagemeyerovy chaty v Carmelu, kde nakonec našel samotu a inspiraci, kterou hledal. V okně studia vystavil nápis: „Edward Weston, fotograf, neretušované portréty, tisky pro sběratele“.
Začal pravidelně cestovat do nedalekého Point Lobos, kde fotil až do konce své kariéry. Právě tam se naučil jemně vyladit svůj fotografický pohled, aby odpovídal vizuálnímu prostoru jeho kamery. Obrazy, které tam pořídil – chaluhy, skály nebo stromy rozfoukané větrem – patří k jeho nejlepším. Při pohledu na jeho práci z tohoto období jeden životopisec napsal:
Weston aranžoval své kompozice tak, že se věci odehrávají na okrajích, linie se téměř kříží nebo se setkávají a zaoblené linie se dotýkají okrajů tangenciálně, jeho kompozice v poměru osm ku deseti jsou zaměřeny výhradně na vystižení prostoru. Není tam žádný prostor navíc, ani ho tam není příliš málo.
Amy Congerová
Začátkem dubna 1929 se Weston na večírku setkal s fotografkou Sonyou Noskowiakovou, a ještě než měsíc skončil, už žila s ním. Stejně jako u mnoha jiných vztahů se stala jeho modelkou, múzou, žačkou a asistentkou. Společně žili pět let.

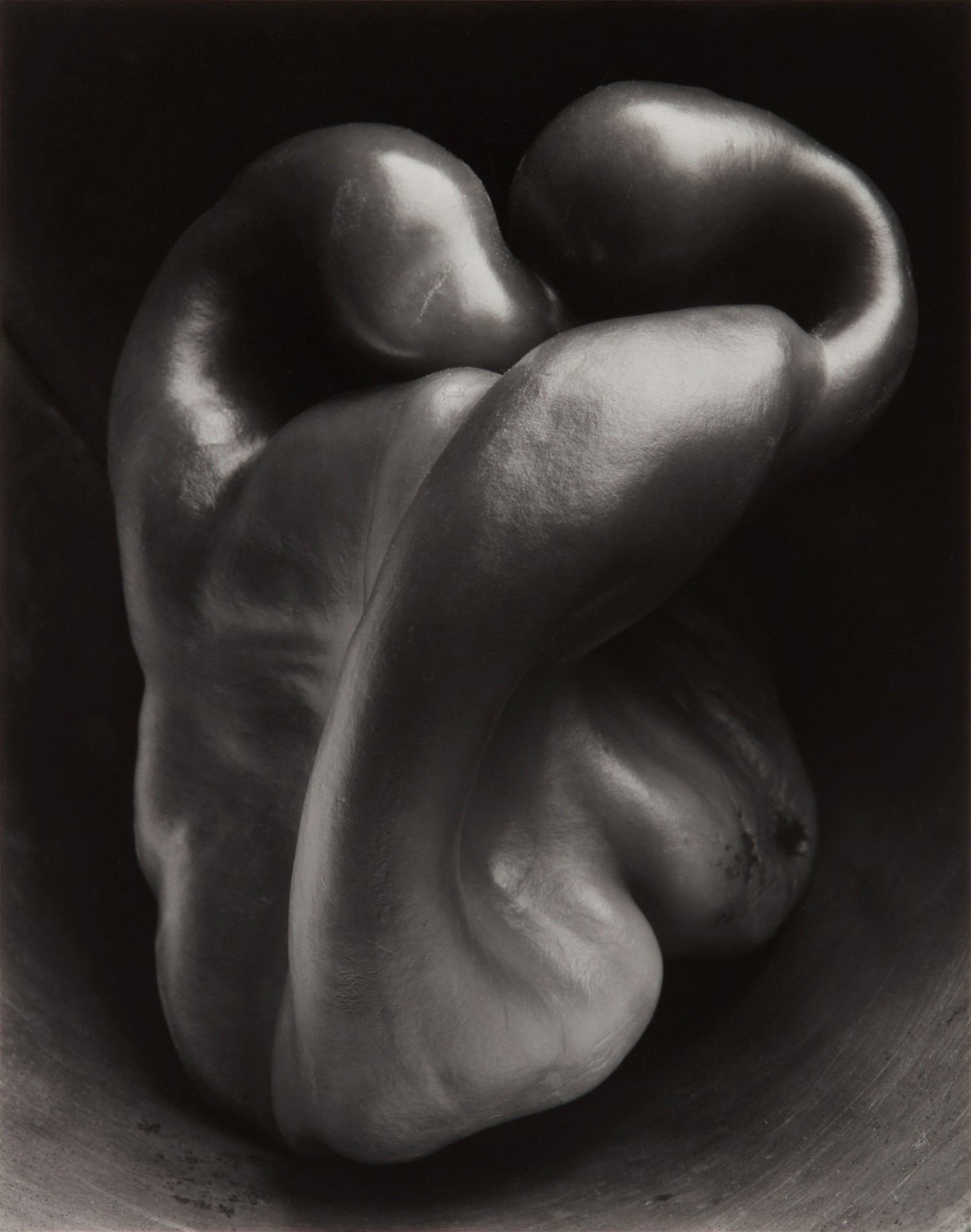
Paprika č. 30, 1930, jedna z nejznámějších fotografií autora

Zaujat množstvím druhů a tvarů řas, které nacházel na plážích u Carmelu, začal Weston na konci 20. let fotografovat zblízka zeleninu a ovoce. Vytvořil celou řadu fotografií zelí, kapusty, cibule, banánů a nakonec i svého nejznámějšího tématu, papriky. V srpnu toho roku mu přinesla Noskowiaková několik zelených papriček a během čtyř dnů nafotil nejméně třicet různých negativů. Byla mezi nimi Paprika č. 30, která se řadí k mistrovským fotografickým dílům všech dob.
Weston měl v letech 1930–1931 řadu významných samostatných výstav. První byla v New Yorku v Alma Reed's Delphic Studio Galley a krátce po ní následovala výstava v galerii Denny Watrous Gallery v Carmelu. Obě obdržely nadšené recenze, včetně dvoustránkového článku v časopise New York Times. Po nich přišly výstavy v De Youngovo muzeu v San Francisku a v Galerii Jean Naert v Paříži.
Přestože měl Weston úspěchy ve svém oboru, jeho osobní život byl velmi složitý. Flóra se téměř celé jejich manželství dokázala o děti starat díky dědictví po rodičích. Krach na newyorské burze v roce 1929 ji nicméně připravil o většinu úspor a Weston cítil zvýšený tlak na to, aby jí a jejich synům víc pomáhal. Toto období popsal jako „nejtěžší ekonomické období svého života“.
V roce 1932 vyšla kniha The Art of Edward Weston (Umění Edwarda Westona), první kniha věnovaná výhradně Westonově práci. Vydal ji Merle Armitage a věnoval ji Alici Rohrerové, obdivovatelce a patronce Edwarda Westona, jejíž dar 500 amerických dolarů pomohl zaplatit vydání knihy.
Ve stejné době se v San Francisku začala scházet skupinka neformálních fotografů vedená Van Dykem a Anselem Adamsem, aby diskutovali o společném zájmu a estetice. Inspirováni Westonovou výstavou v De Youngovo muzeu v předchozím roce se obrátili na muzeum s nápadem na uskutečnit skupinovou výstavu svých děl. Jmenovali se Group f/64 a v listopadu 1932 se v muzeu otevřela výstava jejich osmdesáti fotografií. Výstava sklidila úspěšnou kritiku.
Terminus technicus f/64 označuje největší clonové číslo – clonu nastavitelnou (nejen) na velkoformátovém fotografickém aparátu, díky níž se dosahuje maximální hloubky ostrosti, což umožňuje získat ostrý snímek od popředí až do pozadí. Odpovídá to filosofii přímé fotografie, která reagovala na tehdy dosud módní piktorialistické metody.
V roce 1933 si Weston koupil fotoaparát Graflex o rozměrech 4×5 palců, mnohem menší a lehčí než velkoformátová kamera, kterou používal již řadu let. Začal pořizovat detailní akty Noskowiakové a dalších modelek. Malá kamera mu umožnila větší interakci s modelkami, současně akty z tohoto období začaly připomínat zakřivený kořen a zeleninu, kterou fotografoval dříve.
Na začátku roku 1934 se ve Westonově životě otevřela „nová a důležitá kapitola“, když na koncertě potkal Charis Wilsonovou. Ještě víc než u svých předchozích milenek byl okamžitě okouzlen její krásou a osobností. Napsal: „Do mého života přišla nová láska, ta nejkrásnější, která podle mého názoru obstojí ve zkoušce času.“ Dne 22. dubna ji poprvé fotografoval nahou a vstoupili do intenzivního vztahu. V té době ještě žil s Noskowiakovou, ale během dvou týdnů ji požádal, aby se odstěhovala, a prohlásil, že pro něj jsou jiné ženy „stejně nevyhnutelné jako přílivy“.
Snad kvůli intenzitě nového vztahu přestal v té době psát deník. O půl roku později doplnil poslední poznámku:
Po osmi měsících máme k sobě blíž než kdy dřív. Na C. se asi bude vzpomínat jako na velkou lásku mého života. Žádnou jinou jsem ještě tolik nemiloval.

### 1935–1945: Guggenheimovo stipendium a Wildcat Hill
V lednu 1935 Weston čelil rostoucím finančním potížím. Uzavřel své studio v Carmel a přestěhoval se do Santa Monica Canyon v Kalifornii, kde s Brettem otevřeli nové studio. Požádal Wilsonovou, aby přijela a žila s ním, ta v srpnu 1935 nakonec souhlasila. Zatímco se intenzivně zajímala o jeho práci, byla po Floře první ženou, se kterou Weston žil, která neměla zájem stát se fotografkou. To umožnilo Westonovi, aby se na ni soustředil jako na svou múzu a modelku a Wilsonová naopak věnovala čas na podporu Westonova umění jako jeho asistenta a kvazi-agentka.
Téměř okamžitě začal pracovat s modelkou Wilsonovou na nové sérii aktů. Jedna z prvních fotografií, kterou pořídil doma na balkóně v jejich domě, se stala jednou z jeho nejvíce publikovaných (Akt). Brzy poté podnikli první z několika výletů do Oceano Dunes. Právě tam Weston vytvořil některé ze svých nejdokonalejších a nejintimnějších fotografií vůbec a zachytil Wilsonovou v uvolněných pózách bez zábran v písečných dunách. Během svého života vystavil pouze jednu nebo dvě fotografie z těchto sérií, neboť některé z ostatních byly pro širokou veřejnost „příliš erotické“.
Ačkoli jeho nedávná práce získala pozitivní kritický ohlas, nezískal z uměleckých zakázek dostatek příjmů, aby to pokrylo stálý příjem. Začal spíše spoléhat na portrétování, ke kterému se vrátil. Také založil klub „Edward Weston Print of the Month Club“ a nabídl každému členovi výběr svých fotografií za měsíční předplatné pět dolarů. Každý měsíc odběratelé získali od Westona nový tisk, s limitovanou edicí 40 kopií. Ačkoli zhotovoval tyto kopie se stejně vysokými standardy, se kterými dělal své vlastní tisky, předpokládá se, že nikdy neměl více než jedenáct odběratelů.
Na návrh Beaumonta Newhalla se Weston rozhodl požádat o grant Guggenheim Foundation (v součanosti známý jako Guggenheimovo stipendium). Ve dvou větách popsal svou práci, shromáždil třicet pět svých oblíbených výtisků a odeslal je. Poté, co Dorothea Langeová a její manžel naznačili, že žádost byla příliš krátká na to, aby mohla být brána vážně, Weston jim znovu předložil čtyřstránkový dopis a pracovní plán. Samozřejmě se nezmínil o tom, že novou žádost pro něj napsala Wilsonová.
Dne 22. března 1937 dostal Weston oznámení, že mu grant Guggenheim byl přidělen jako prvnímu fotografovi vůbec. Příspěvek byl 2 000 dolarů na jeden rok, což bylo v té době značné množství peněz. Weston své příjmy zvýšil tím, že redakci časopisu AAA Westway Magazine poskytoval za 50 dolarů 8–10 fotografií měsíčně během svých cest, dalších 15 dolarů měsíčně získal za popisky k fotografií a krátké vyprávění. Koupili nové auto a vyrazili na Westonův výlet snů, při kterém mohl svobodně jezdit kam chtěl a fotografovat, co chtěl. Během následujících dvanácti měsíců uskutečnili celkem sedmnáct výletů a podle detailního záznamu Wilsonové urazili 16,697 mil. Weston během cesty nasnímal celkem 1260 negativů.
Svoboda tohoto výletu s „láskou jeho života“ v souvislosti se všemi jeho syny, kteří v té době dosáhli věku dospělosti, to motivovalo Westona k rozvodu s manželkou Florou. Od svatby uplynulo 28 let a od sebe byli odloučeni šestnáct let.
Vzhledem k úspěchu v minulém roce Weston požádal znovu a získal podporu od Guggenheimu podruhé. Ačkoli chtěl opět cestovat, zamýšlel využít většinu peněz na tisk prací z minulého roku. Pověřil syna Neila, aby postavil malý dům na Carmelské vysočině na pozemku, který patřil otci Wilsonové. Místo pojmenovali „Wildcat Hill“ („Kopec divokých koček“) kvůli mnoha domácím kočkám, které brzy pozemek obsadily.
Wilsonová si naplánovala a zařídila studio pro psaní, které bylo za domem v malé garáži. Tam strávila několik měsíců psaním a úpravami příběhů z jejich cest.
V roce 1939 vyšla knížka Seeing California with Edward Weston (Vidět Kalifornii s Edwardem Westonem) s Westonovými fotografiemi doplněnými textem Wilsonové.
 Konečně se zbavil finančních stresů z minulosti a mimořádně spokojen se svou prací a vztahem se 24. dubna Weston s Wilsonovou vzali. Po úspěchu jejich první knihy vydali v roce 1940 další s názvem California and the West (Kalifornie a Západ). První vydání, které obsahovalo 96 fotografií s textem Wilsonové, se prodávalo za 3,75 dolarů. Během léta Weston vyučoval fotografii na prvním workshopu Ansela Adamse v Yosemitském národním parku.
Ve chvíli, kdy vyčerpali peníze z Guggenheimova stipendia, byl Weston požádán, aby ilustroval nové vydání knížky básní Stébla trávy spisovatele Walta Whitmana. Získal 1000 dolarů za fotografie a 500 dolarů na cestovní výdaje. Weston trval na tom, aby měl uměleckou kontrolu nad obrazy, které pořídí, a trval na tom, že se nebude držet Whitmanova textu. Dne 28. května se spolu s Wilsonovou vydali na cestu, která byla dlouhá 20 000 mil, vedla přes 24 států; fotografickou kamerou Graflex 8x10 palců pořídil téměř 800 kusů negativů, stejně jako desítky portrétů.
Když byl 7. prosince 1941 napaden Pearl Harbour, Spojené státy vstoupily do druhé světové války. Weston byl blízko konce Whitmanovy cesty a byl vypuknutím války výrazně zasažen. Napsal: „Když válka vypukla, pospíchali jsme domů. Charis nechtěla, abychom pospíchali. Já ano.“
První měsíce roku 1942 strávil výběrem a tiskem negativů z Whitmanovy cesty. Ze stovek snímků, které pořídil, do knihy zařadil čtyřicet devět.
V důsledku války byl Point Lobos několik let pro veřejnost uzavřen. Weston soustředěně pokračoval v práci na snímcích ve Wildcat Hill, včetně záběrů mnoha koček, které tam žily. Weston s nimi zacházel se stejně vážným úmyslem, který používal i při jiném fotografování a Charis shromáždila výsledky do jejich neobvyklé publikace The Cats of Wildcat Hill, která byla publikována v roce 1947.
Rok 1945 znamenal pro Westona začátek významných změn. Začaly se u něj objevovat první příznaky Parkinsonovy choroby, oslabujícího onemocnění, které mu postupně bralo sílu a schopnost fotografovat. Začaly chladnout vztahy s Wilsonovou, která zároveň začala být více zapojena do místní politiky a karmelské kulturní scény. Její nedostatek zájmu o to, aby se stala fotografkou – nakonec vedla k jejich rozvodu. Napsala: „Můj odchod od Edwarda byl také částečně útěkem od fotografie, která za těch mnoho let vzala tolik místa v mém životě.“ Při práci na významné retrospektivní výstavě pro Muzeum moderního umění se s Wilsonovou rozešli. Weston se vrátil do Glendale, protože pozemek na Wildcat Hill stále patřil otci Wilsonové. Během několika měsíců se odstěhovala a dohodli se, že mu nemovitost prodají.

### 1946–1958: Poslední léta
V únoru 1946 byla v Muzeu moderního umění v New Yorku otevřena Westonova velká retrospektivní výstava. Spolu s Beaumontem Newhallem pro ni vybral 313 tisků a nakonec bylo vystaveno 250 fotografií. V té době bylo mnoho jeho zvětšenin stále možné koupit a z této výstavy prodal 97 tisků, v ceně 25 dolarů za kus. Později v témže roce Westona požádal dr. George L. Waters ze společnosti Kodak, aby pro reklamní kampaň vyrobil diapozitivy 8×10“ Kodachrome. Weston předtím s barevnými filmy nepracoval, hlavně proto, že je neměl jak vyvolávat nebo tisknout. Weston velkorysou nabídku Kodaku přijal, protože mu slíbili 250 dolarů za snímek; tolik jaktěživ za žádnou zakázku nedostal. Nakonec Kodaku prodal sedm barevných fotografií – krajiny a scenérie z Point Lobos a okolí přístavu Monterey.
V roce 1947, když jeho Parkinsonova nemoc pokročila, Weston začal hledat pomocníka. Šťastnou náhodou se na něj právě tehdy obrátila horlivá mladá nadšenkyně do fotografie, Dody Thompsonová, která hledala zaměstnání.
Weston se zmínil, že právě toho dne ráno napsal dopis Anselu Adamsovi, že hledá někoho, kdo mu bude nosit masivní velkoformátový fotoaparát a bude ho vozit autem; koho by na oplátku mohl učit fotografovat. Oba tvůrčí lidé si brzy velmi dobře porozuměli. Po zbytek roku 1947 na začátku roku 1948 Dody o víkendech jezdila ze San Franciska, aby pod Westonovým vedením zvládla základy fotografování. Začátkem roku 1948 se přestěhovala do „Bodie House“, domku pro hosty na Edwardově pozemku Wildcat Hill, a začala pracovat jako jeho asistentka na plný úvazek.
Ke konci roku 1948 už Weston nebyl fyzicky schopen velkou kameru používat. Toho roku pořídil své poslední fotografie, a to v Point Lobos. Poslední negativ nazval Rocks and Pebbles, 1948. Ačkoli Westonovi ubývaly síly, fotografem být nikdy nepřestal. Pracoval se svými syny a s Dody, katalogizoval své snímky a především dohlížel na publikování a tisk svých děl. V roce 1950 se v Paříži v Musée national d'art moderne uskutečnila jeho významná retrospektivní výstava a v roce 1952 publikoval portfolio Fifth Anniversary s fotografiemi, které vytiskl Brett.
V této době Weston spolupracoval s Colem, Brettem a Dody Thompsonovou (Brettovou manželkou od roku 1952), třídil fotografie a nechal vytisknout soubor svých nejlepších děl. Po dlouhých hodinách, které všichni strávili v temné komoře, v roce 1956 vzniklo osm sad 8×10" výtisků z 830 jeho negativů, tzv. The Project Prints. Jejich jediný kompletní soubor dnes má Kalifornská univerzita v Santa Cruz. Později téhož roku Weston vystavil v Smithsonian Institution téměř 100 z těchto výtisků na důležité výstavě The World of Edward Weston, kterou pořadatelé vzdali hold jeho cennému přínosu americké fotografii.
Weston zemřel ve svém domě na Wildcat Hill na Nový rok v roce 1958 ve věku 71 let. Jeho synové rozptýlili jeho popel do Tichého oceánu v Point Lobos, v oblasti, která se tehdy jmenovala Pebbly Beach. Vzhledem k významnému Westonovu působení v tomto kraji byla pláž později přejmenována na Weston Beach. V době své smrti měl Weston na bankovním účtu 300 dolarů.

## Technika a vybavení

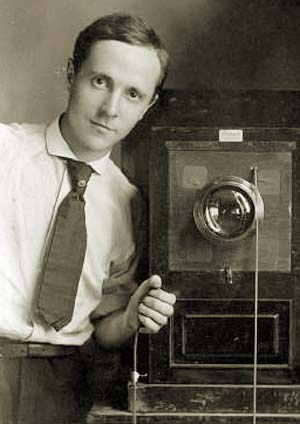
Mladý Edward Weston s velkoformátovou fotografickou kamerou a dálkovou spouští v ruce, asi 1915

### Fotoaparáty a objektivy
Weston v průběhu let pracoval hned s několika fotoaparáty. Když se roku 1902 začal fotografování vážněji věnovat, koupil si fotografickou kameru 5×7“. Poté, co se přestěhoval do Tropica a v roce 1911 otevřel studio, si opatřil nadrozměrnou studiovou portrétní kameru 11 x 14 Graf Variable. Roi Partridge, manžel Imogen Cunninghamové, ho později nakreslil, jak stojí ve studiu za tímto obřím fotoaparátem. Když začal Weston častěji portrétovat děti, koupil v roce 1912 Graflex 3¼×4¼, aby mohl lépe zachytit jejich rychle se měnící výrazy.
Při odjezdu do Mexika v roce 1924 si s sebou vzal kameru Seneca 8×10" s několika objektivy, včetně Graf Variable a Wollensak Verito. V Mexiku si koupil použitý objektiv Rapid Rectilinear, který zůstal jeho hlavním objektivem po mnoho let. Objektiv, který je nyní (2019) v George Eastman House, na sobě neměl jméno výrobce. Do Mexika si také přivezl fotoaparát Graflex 3¼×4¼ s objektivem ƒ/4,5 Tessar, který používal pro portréty.
V roce 1933 si koupil R. B. Auto-Graflex 4×5“, aparát používal na všechny portréty. Na všechny ostatní práce využíval kameru Seneca.
V roce 1939 jako své standardní vybavení uvedl:
- velkoformátový měchový fotoaparát Century Universal 8×10",
- objektivy Triple convertible Turner Reich, 12", 21", 28",
- filtry K2, G, A,
- 12 filmových držáků (kazet),
- stativ Paul Ries.

Tato zařízení dále používal do konce života.

### Filmy
Před rokem 1921 používal Weston ortochromatický film, ale když se v roce 1921 dostaly na trh ve velkém množství filmy panchromatické, přešel k nim. Podle jeho syna Colea dával přednost filmu Agfa Isopan pro černobílé snímky od třicátých let 20. století až do konce života. Tento film měl citlivost přibližně ISO 25, ale Westonova vývojka snižovala efektivní hodnotu přibližně na ISO 12.
Kamery 8×10 palců, které preferoval, byly velké a těžké, takže kvůli hmotnosti a ceně filmu nikdy s sebou neměl víc než dvanáct kazet filmů. Na konci každého dne musel jít do temné komory a filmy vyměnit za nové. S tím byl obzvlášť problém na cestách, protože někde musel najít temnou místnost nebo si temnou komoru provizorně vyrobit z hustého plátna.
Navzdory velkému objemu fotoaparátu se Weston chlubil, že dokáže „postavit stativ, bezpečně na něj připevnit fotoaparát, nasadit objektiv, otevřít závěrku, obraz na matricí si pozorně prohlédnout, zaostřit, zavřít závěrku, vložit desku s filmem, zavřít uzávěr, nastavit příslušnou clonu a čas, sundat posuvný kryt z filmové desky, exponovat, vložit posuvný kryt a vyjmout filmovou kazetu za dvě minuty a dvacet vteřin“.
Výhodou menších fotoaparátů Graflex bylo používání filmových kazet s 12 nebo 18 listy filmu. Weston jim dával přednost při fotografování portrétů, protože díky nim mohl na výrazy lidí rychleji reagovat. Podle jeho vlastních slov se svým Graflexem udělal dvanáct negativů Tiny Modottiové do dvaceti minut. V roce 1946 Westona požádal zástupce společnosti Kodak, aby vyzkoušel jejich nový film Kodachrome; během následujících dvou let pak vytvořil s tímto filmem nejméně 60 kusů 8×10" barevných obrázků. Patřily k posledním fotografiím, které pořídil, protože od konce roku 1948 kvůli Parkinsonově nemoci už fotografovat nemohl.

### Expozice
Během prvních 20 let své tvorby Weston určoval všechny své expozice podle odhadů na základě svých předchozích zkušeností a relativně úzkých tolerancí filmu v té době. Říkal: “Nemám rád, když podle přístroje určím čas a pak zjistím, že mé expozice jsou přesnější, když je odhadnu „podle citu“. Na konci třicátých let získal expozimetr a pokračoval v jeho používání jako pomůcky pro určení expozice po celou dobu své kariéry. Historička a kritička fotografie Nancy Newhallová napsala:
Mladí fotografové jsou zmateni a ohromeni, když svým expozimetrem měří každou hodnotu v prostoru, kde chtějí pracovat, od oblohy až po zemi pod nohama. Weston „světlo cítil“ a kontroloval své vlastní pozorování. Poté dal pryč expozimetr a dělal to, co si myslel „on“. Často k tomu přidával vše možné – filtry, doplňky, film, citlivost a tak dále – a výpočet násobil.
Komentáře Nancy Newhallové, Edward Weston: Color Photography
Weston věřil v „masivní expozici“, kterou pak kompenzoval ručním zpracováním filmu ve slabé vývojce a individuální kontrolou každého negativu, který postupně vyvolával, aby získal správnou rovnováhu mezi světly a stíny, poznamenává Newhallová.
Nízká citlivost ISO používaných deskových filmů vyžadovala velmi dlouhé expozice, které se pohybovaly v rozmezí od 1 do 3 sekund pro venkovní expozice krajin a až 4,5 hodiny pro zátiší, jako jsou papriky nebo ulity. Když používal kameru Graflex, doba expozice byla mnohem kratší (obvykle méně než ¼ sekundy) a někdy byl schopen pracovat bez stativu.

### Temná komora

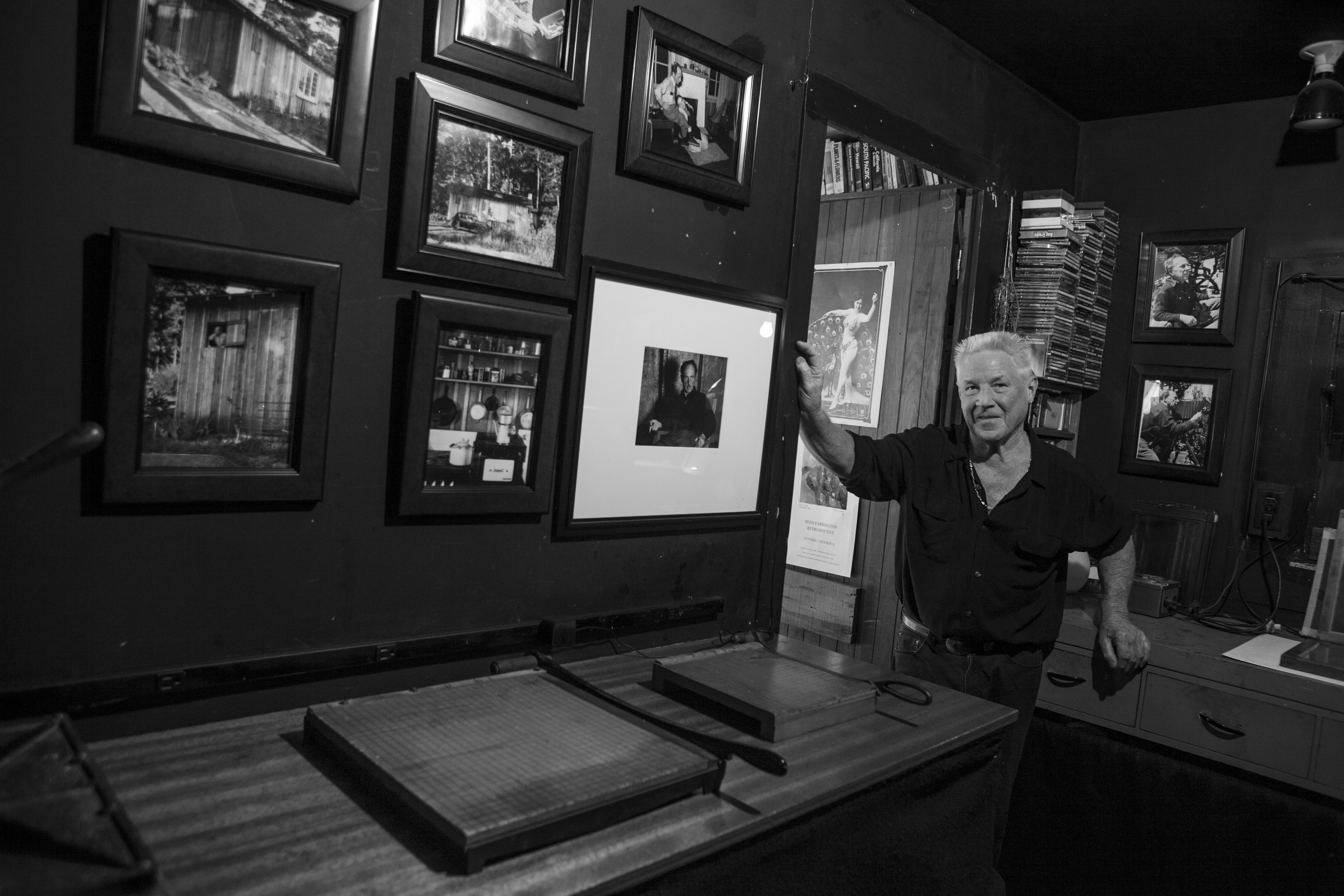
Kim Weston v temné komoře svého dědečka Edwarda Westona na Wildcat Hill

Weston vždy vyráběl kontaktní kopie, což znamená, že tisk byl stejně velký jako negativ. To bylo důležité pro platinový tisk, který ve své tvorbě upřednostňoval, protože v té době vyžadovaly platinové papíry k vyvolání ultrafialové světlo. Weston neměl umělý ultrafialový světelný zdroj, proto musel exponovat tisky přímo na Slunci. To omezilo jeho výrobu tisků během slunečných dnů.
Když chtěl tisk, který byl větší než původní velikost negativu, použil zvětšovací přístroj na vytvoření většího pozitivu, který překopíroval na nový negativ. Tento větší negativ pak použil ke kopírování na pozitiv této velikosti. Tento proces byl velmi náročný na práci; ve svých Daybooks jednou napsal. „Dnes v noci jsem po celém dnu v temné komnatě úplně vyčerpaný, z osmi nazvětšovaných pozitivů jsem dělal osm kontaktních negativů.“
V roce 1924 napsal Weston o svém postupu v temné komoře: „Po několika letech používání metol-hydrochinonu v otevřeném tanku jsem se vrátil k vývojce Pyro s trojfázovým procesem, při kterém dělám po jednom v zásobníku namísto celého tuctu filmů v tanku.“ Každý list filmu v tmavé komoře kontroloval pod bezpečným světlem zelené nebo oranžové barvy, což mu umožnilo individuálně řídit vyvolání negativu. V používání této techniky pokračoval po celý zbytek svého života.
Weston byl známý tím, že značně používal metodu lokálního zesvětlení a ztmavení, aby dosáhl takového vzhledu snímku, jaký potřeboval.

### Papíry
Na počátku své kariéry Weston tiskl na několik typů papíru, včetně značek, jako byly Velox, Apex, Convira, Defender Velour Black a Haloid. Když odjel do Mexika, dozvěděl se o platinových a palladiových papírech vyráběných společností Willis & Clement v Anglii. Po návratu do Kalifornie platinový a palladiový tisk opustil kvůli nedostatku financí a rostoucí ceně papíru. Nakonec se mu podařilo získat většinu stejných vlastností, které upřednostňoval s lesklým stříbrným želatinovým papírem od Kodaku vyvolaným v [amidol]u. V používání tohoto papíru téměř výhradně pokračoval až do konce svého tvůrčího období.

## Spisovatel

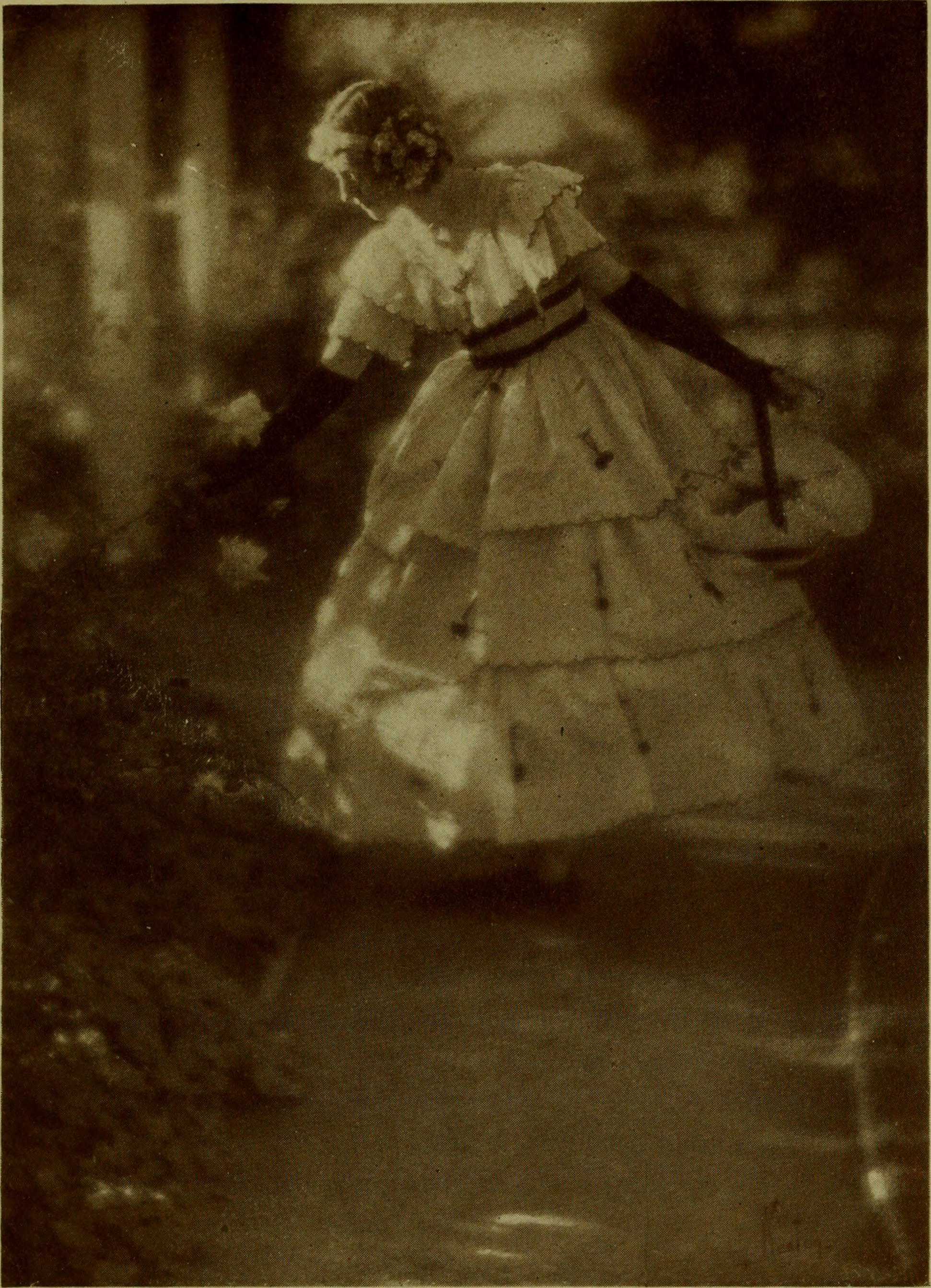
alt = černobílá fotografie

Weston byl plodný spisovatel. Jeho Daybooks byly vydány ve dvou svazcích v prvním vydání o celkovém počtu více než 500 stran. Do nich nebyly zahrnuty deníky, které si vedl v letech 1915 až 1923; důvody, proč je před odjezdem do Mexika zničil, nikdy neobjasnil. Také napsal desítky článků a komentářů (začal v roce 1906 a skončil v roce 1957) a rukou nebo na stroji napsal nejméně 5 000 dopisů kolegům, přátelům, milenkám, manželkám nebo dětem.
Kromě toho si Weston velmi důkladně všímal technických a obchodních aspektů své práce. Centrum kreativní fotografie na univerzitě v Arizoně, ve kterém se nachází většina Westonova archivu, uvádí, že má více než 22 metrů stran jeho deníků, korespondence, finančních záznamů, vzpomínek a dalších osobních dokumentů, které vlastnil v době, kdy zemřel.
Mezi nejdůležitější rané Westonovy spisy patří ty, které umožňují pochopit, jak se vyvíjel jeho koncept previzualizace. Poprvé o něm mluvil a psal v roce 1922, nejméně o deset let dřív, než tento termín začal používat Ansel Adams, a dál ho rozvíjel jak v psaných textech, tak ve svých přednáškách. Historik Beaumont Newhall poukázal na význam této Westonově koncepce ve své knize The History of Photography (Historie fotografie), když vyjádřil názor, že „tím nejdůležitějším v přístupu Edwarda Westona bylo, že trval na tom, aby si fotograf představil, jak bude hotová fotografie vypadat, a to ještě před provedením expozice“.
Jeho Daybooks poskytují neobvykle podrobnou dokumentaci o tom, jak se jako umělec vyvíjel. Ačkoli zpočátku popíral, že jeho obrazy odrážejí jeho vlastní interpretaci tohoto tématu, roku 1932 jeho spisy odhalily, že začal uznávat důležitost uměleckého dojmu ve své tvorbě. Westonovy fotografie spolu s jeho spisy poskytují mimořádně barvité a poučné svědectví o jeho vývoji jako umělce a jeho vlivu na budoucí generaci fotografů.

## Výstavy a sbírky

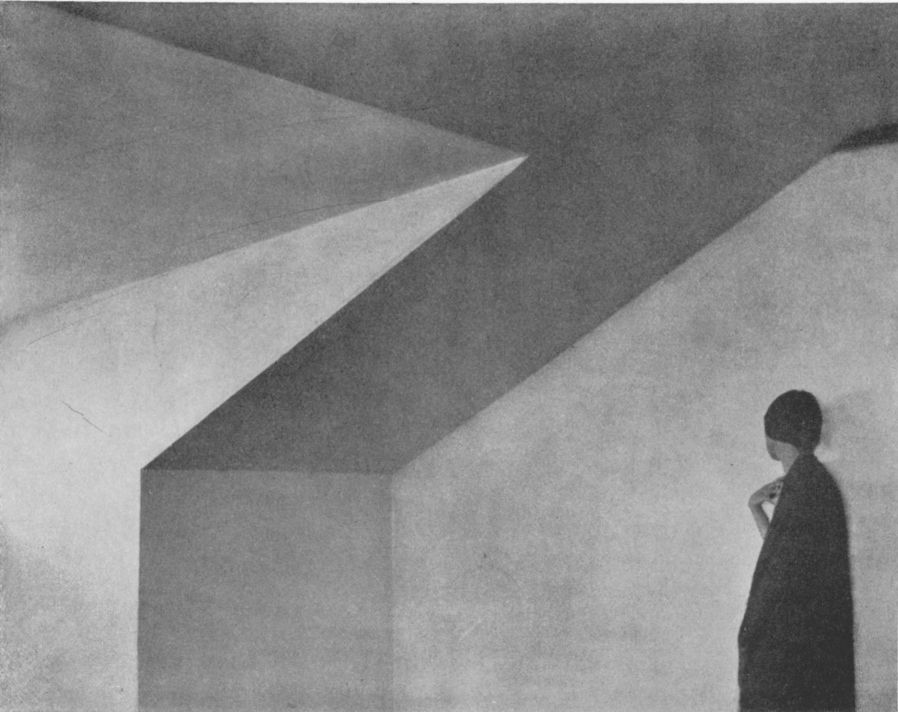
Person in an attic, 1922

Přestože byl známým fotografem, své snímky prodával za cenu od sedmi do deseti dolarů. Po roce 2010 se prodávají i za více než jeden milion dolarů. Mezi jeho nejpopulárnější významná díla patří Paprika č. 30 (1930), Nautilus (1927), Akt (1936) nebo Dunes, Oceano. Od roku 2010 se dvě Westonovy fotografie vyskytují na seznamu nejdražších prodaných fotografií. Snímek Akt, pořízený v roce 1925, koupil v roce 2008 galerista Peter MacGill za 1,6 milionu dolarů. Snímek Nautilus z roku 1927 byl prodán za 1,1 milionu dolarů v roce 2010, také MacGillovi.
Vývoj cen
- 1970–1979: 500–1 500 dolarů
- 1980–1989: 3 000–50 000 dolarů
- 1990–1999: 10 000–300 000 dolarů
- Po roce 2000: 5000–500 000 dolarů

Centrum kreativní fotografie na Arizonské univerzitě v Tucsonu vlastní kompletní archiv děl Edwarda Westona. Jeho fotografie jsou také součástí sbírky Fotografis, která byla představena na začátku roku 2009 v Praze. Ve Spojených státech amerických jeho díla uchovává ještě také Institut umění v Chicagu v Illinois.

### Výběr některých výstav
- 1970 – festival Rencontres d'Arles ve Francii uspořádal výstavu Hommage à Edward Weston a uvedl film The Photographer (1948) od Willarda Van Dyka.
- 1986 – Edward Weston: Color Photography, Center for Creative Photography, University of Arizona.[89]
- 25. listopadu 1986 – 29. března 1987 – Edward Weston in Los Angeles, Huntington Library.[90]
- 13. května – 27. srpna 1989 – Edward Weston in New Mexico, Museum of Fine Arts v Santa Fe.[91]
- 2. června – 16. září 2001 – Edward Weston: the Last Years in Carmel, Institut umění v Chicagu a Sanfranciské muzeum moderního umění, 1. března – 9. července 2002.[92]

## Citáty
- „Fotografování je pro amatéra rekreace, pro profesionála je to práce, těžká práce, bez ohledu na to, jak je někdy příjemná.“
- „Fotoaparát by měl být používán pro zaznamenávání života, pro umělecké ztvárnění pravé podstaty věcí samotných, ať už je to vyleštěná ocel, nebo živé tělo.“
- „Nemohu uvěřit, že jsem se učil něco hodnotného, pokud to zrovna nebyla rebelova vůle.“
- „Chtěl bych, aby krása byla interpretována pomocí objektivu bez zásahu umělce.“
- „Nikdo nemůže říkat druhému, jak se má dívat. Kompozice je způsob vidění a její kvalita závisí na osobnosti. I když slabí imitátoři převezmou pravidla z prací velkých mistrů, stejně nic podstatného nevytvoří.“
- „Fotografie má proniknout pod povrch objektu a rozeznat moment, kdy tvář je bez masky a odhaluje vnitřní já...“[93]

## Galerie

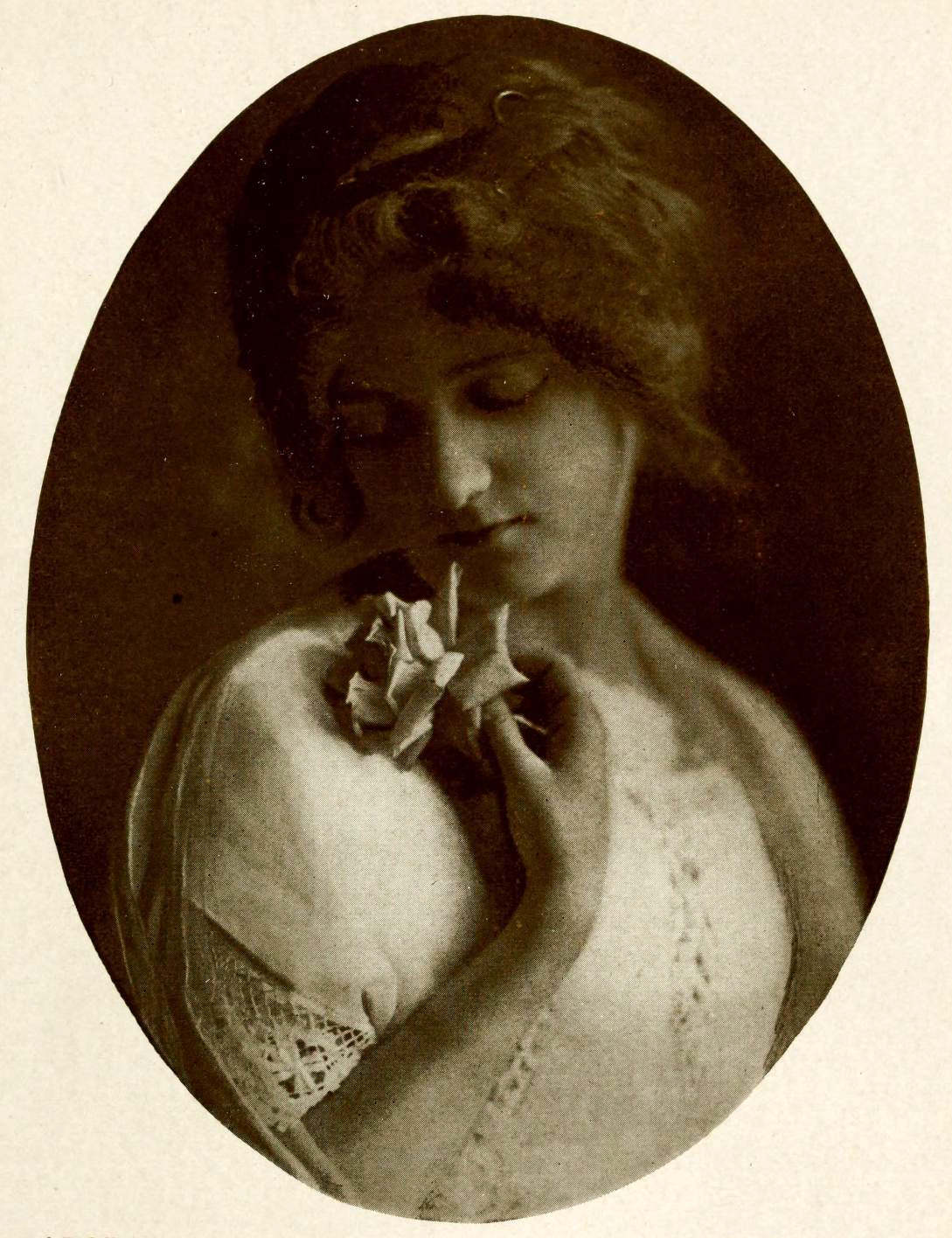
Atala, 1913
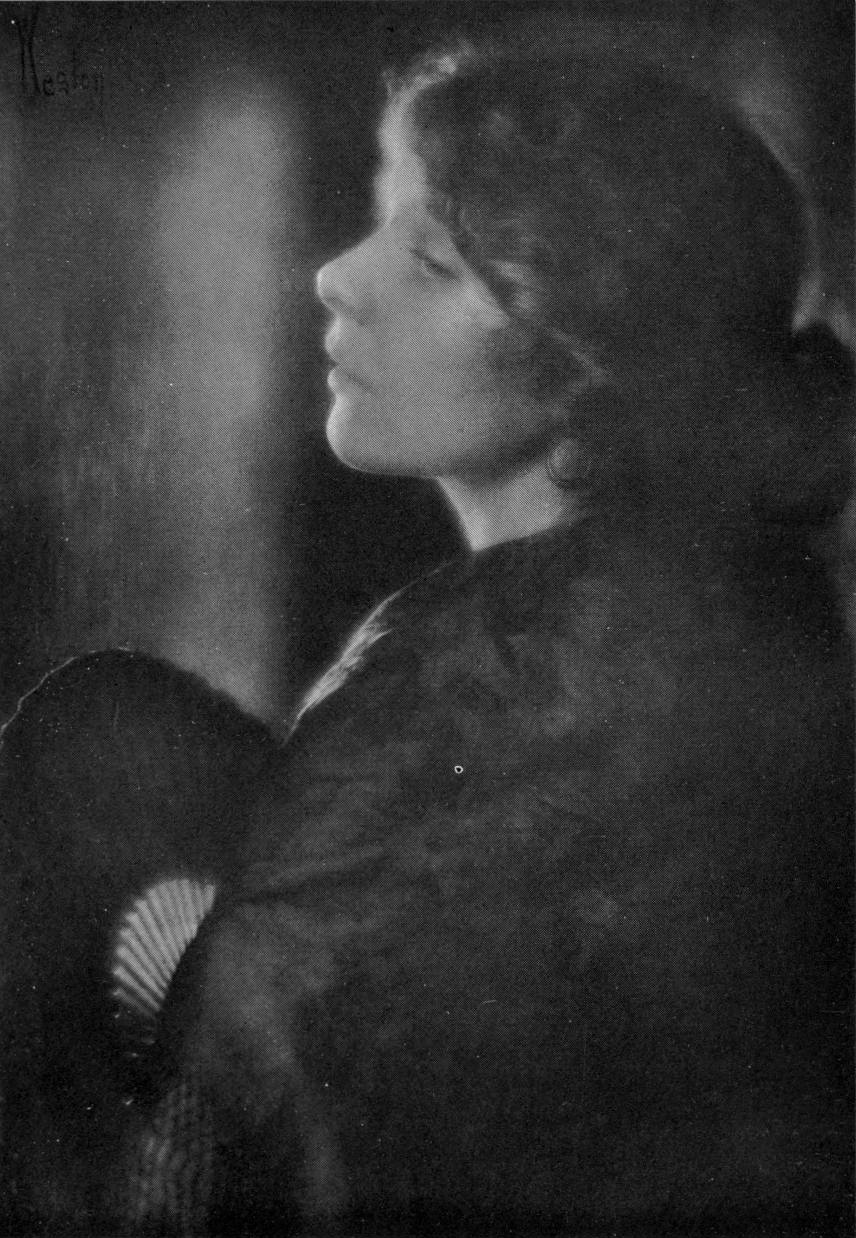
Carlota, Westonova múza Margrethe Matherová, leden 1914
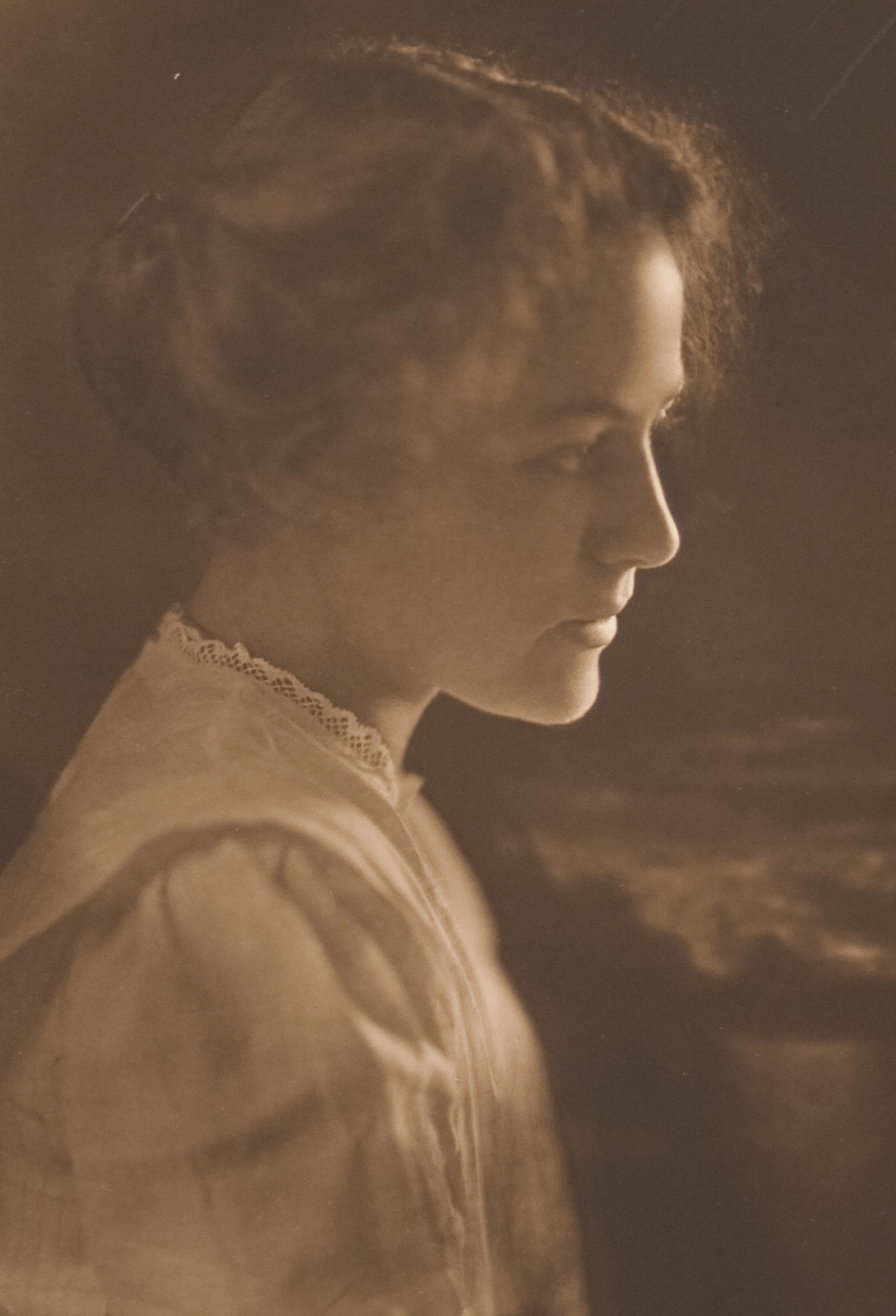
Emily Ellias, asi 1915
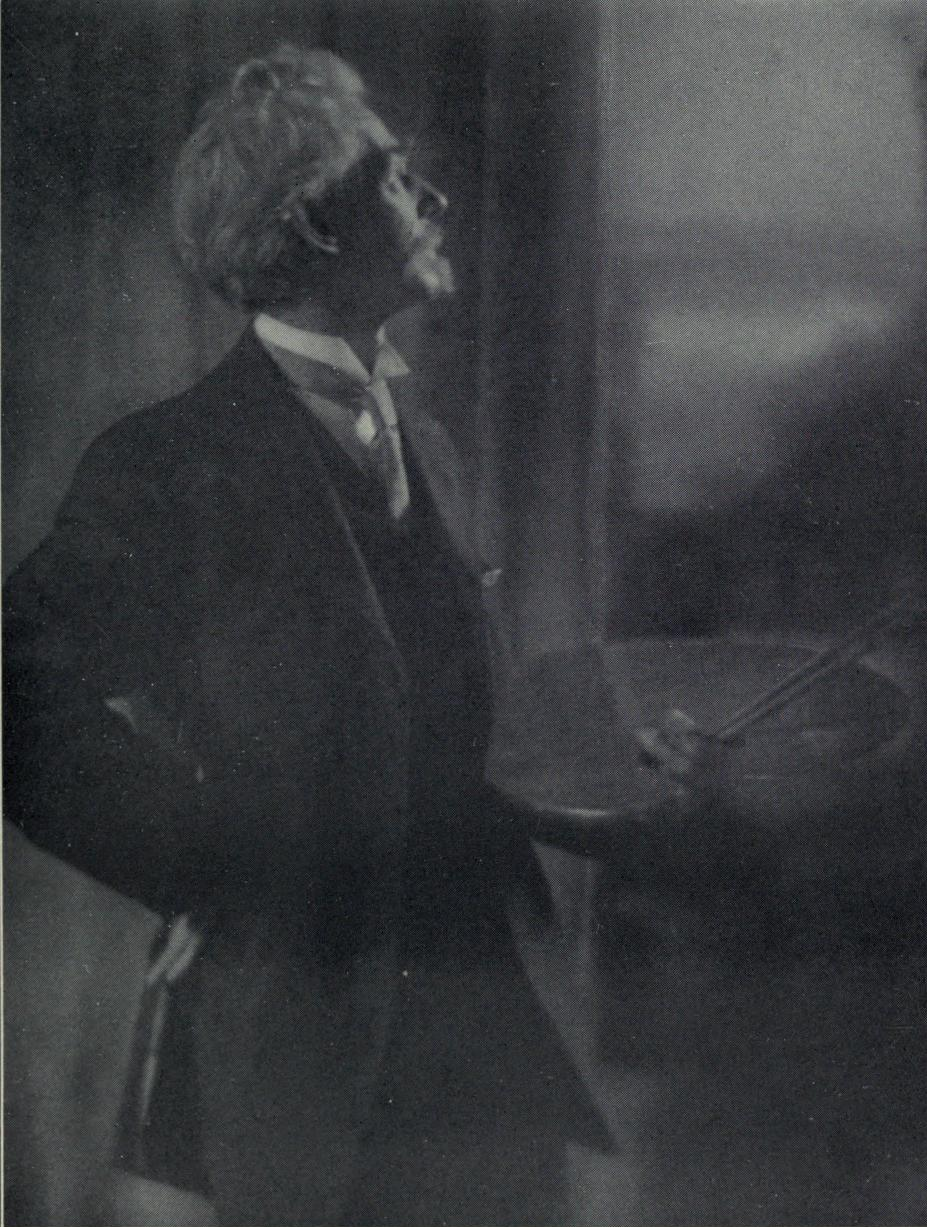
Portrét malíře, do roku 1916
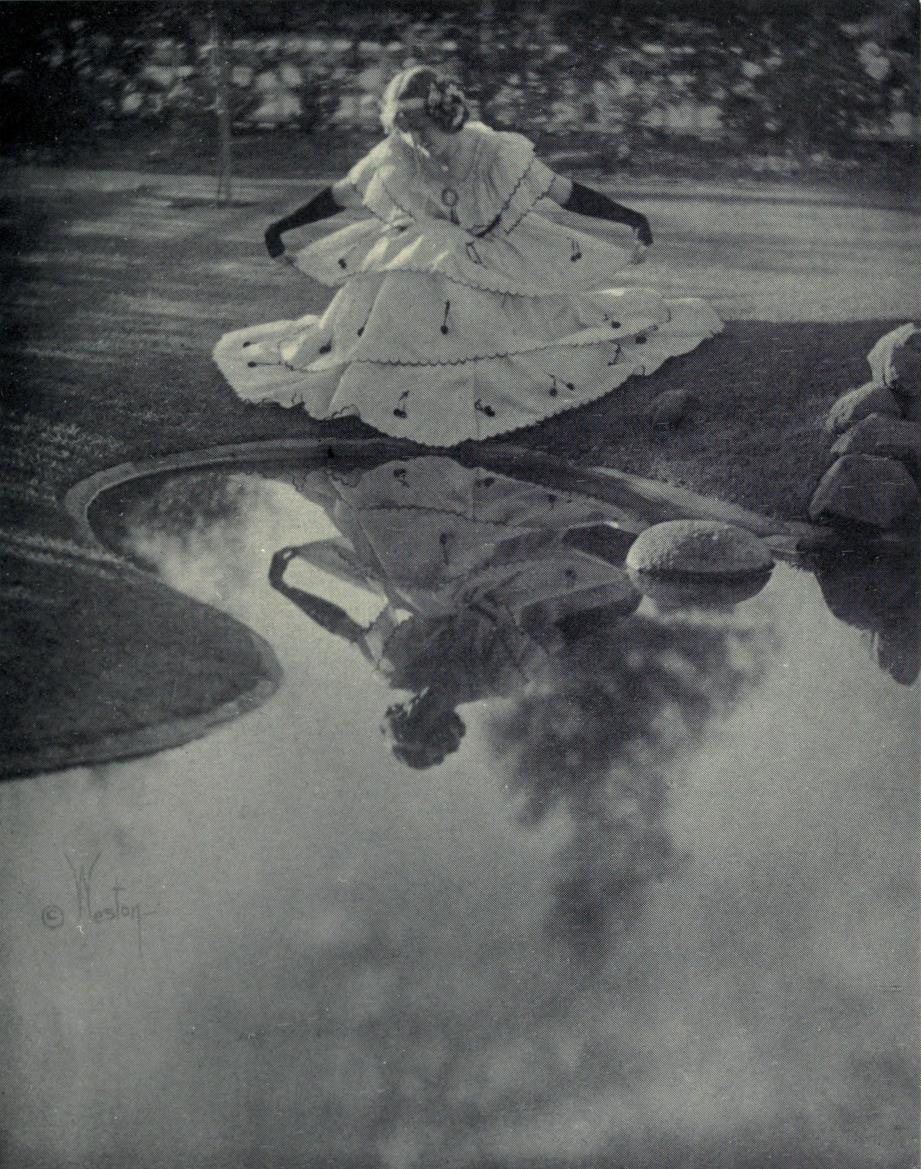
Portrét, do roku 1916
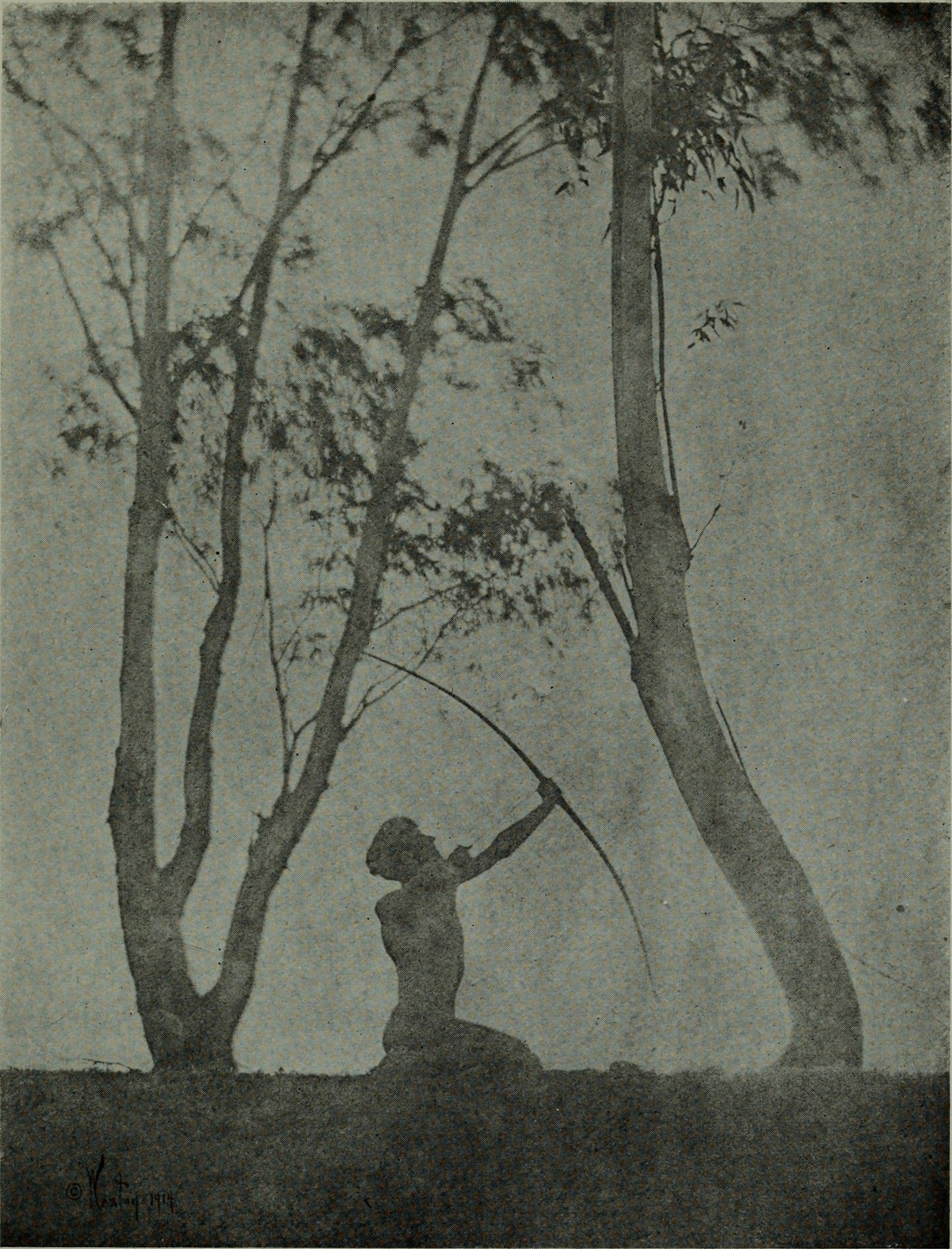
Toxophilus: A Decorative Study, 1917
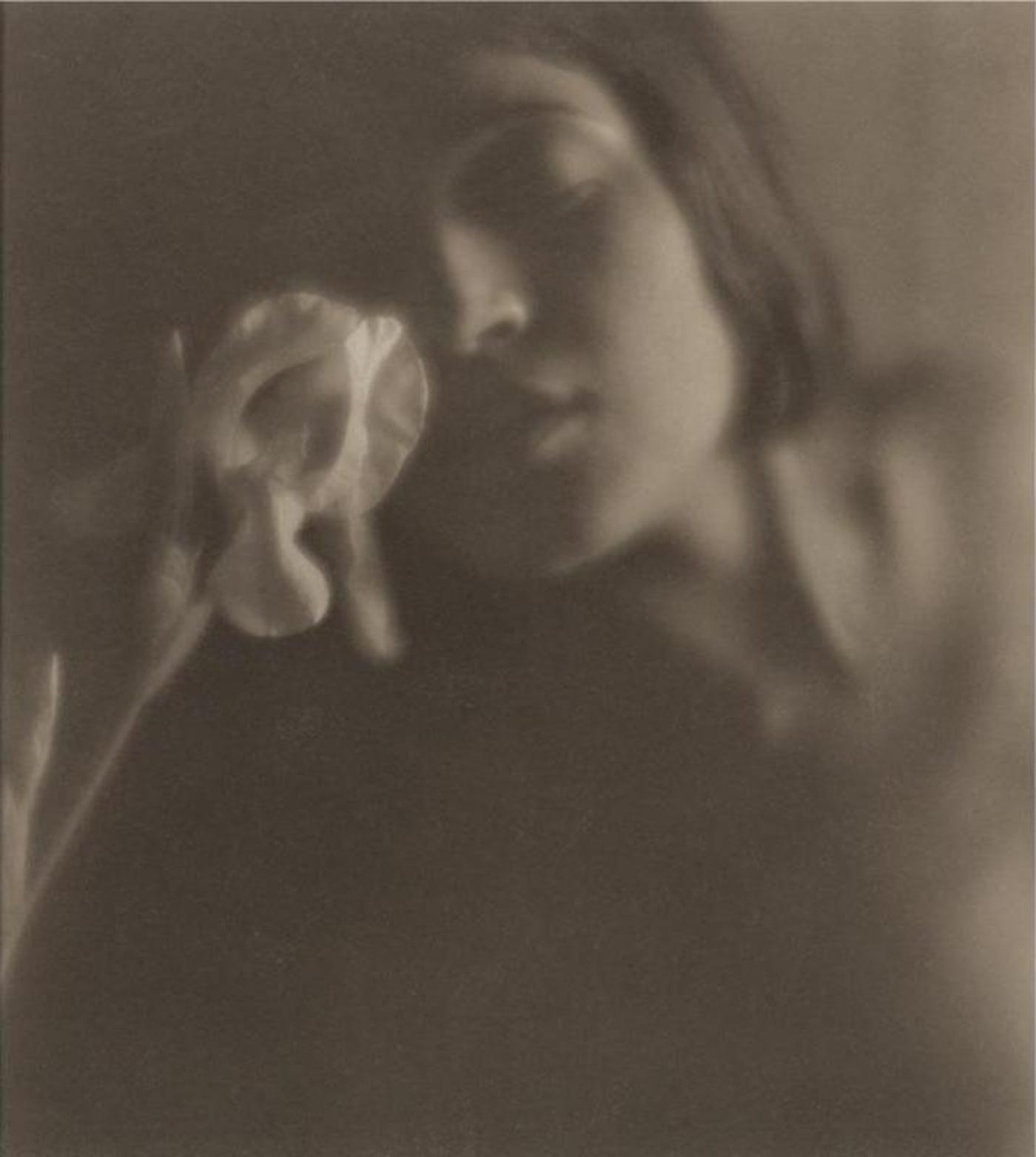
The white Iris, modelka: Tina Modottiová, 1921
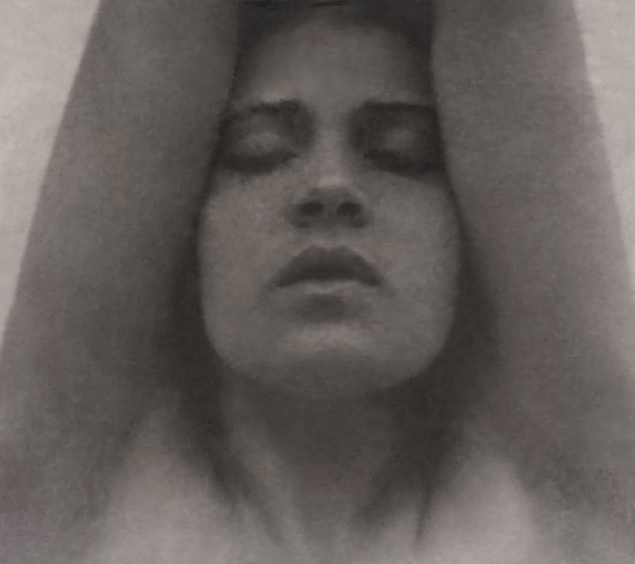
Tina Modottiová se zdviženýma rukama, asi 1921

## Vybrané publikace
- Edward Weston: The Last Years in Carmel
- Edward and Brett Weston: Dune
- The Daybooks of Edward Weston
- Edward Weston: Nudes
- Portraits by Edward Weston
- Tina Modotti & Edward Weston: The Mexico Years
- Edward Weston: His Life
- Edward, Cole, Kim Weston: Three Generations of American Photography
- Edward Weston: 1886–1958
- Edward Weston (Masters of Photography Series)
- Laughing Eyes, sbírka dopisů Edwarda a Cole Westonových
- Through Another Lens: My Years with Edward Weston, Charis Wilsonová a Wendy Madarová (1998) ISBN 0-86547-521-0